# Sopron
Sopron [ˈʃopron], deutsch Ödenburg (alte deutsche Form Oedenburg), burgenländisch-kroatisch Šopron, ist eine Stadt mit Komitatsrecht im Nordwesten von Ungarn, südwestlich des Neusiedler Sees. Sie hat heute über 60.000 Einwohner und liegt im Komitat Győr-Moson-Sopron. Das Stadtgebiet wird von der Ikva durchflossen und ragt wie ein Sporn in österreichisches Staatsgebiet.
Sopron ist eine der ältesten Städte Ungarns und liegt etwa 70 Straßenkilometer südlich von Wien und 210 km westlich von Budapest. Die Stadt gilt heute als Brücke zwischen Ungarn und seinen westlichen Nachbarn. Die Universität Sopron wurde im Jahre 1735 gegründet. Aufgrund seiner Rolle in der Reformation wurde Sopron 2016 der Ehrentitel „Reformationsstadt Europas“ durch die Gemeinschaft Evangelischer Kirchen in Europa verliehen.

## Etymologie
Eine der frühesten Erwähnungen der Siedlung stammt aus den Aufzeichnungen Geographia des Ptolemaios (* um 100, † um 175 n. Chr.) unter dem Namen altgriechisch Σχαρβαντία (transkr. Scharbantia/Scharbantía) bzw. altgriechisch Σκαρβαντία (transkr. Skarbantia/Skarbantía), nach Quelle auch altgriechisch Σακαρβαντία (transkr. Sakarbantia/Sakarbantía), aus lateinischen Quellen Scarbantia oder Scarabantia.
Der ungarische Ortsname Sopron ist früh verschiedenartig gedeutet worden. Elemér Moór vermutete einen Zusammenhang zwischen der alten ungarischen Namensform Suprun (– erst seit Mitte des 14. Jh. setzte sich die Schreibung mit o durch –) und einem ehemaligen Flurnamen Sauprunn, den er von einer altbairischen Vorstufe Sûprun ableitete und damit die frühere Bezeichnung des Gebiets zwischen den Dörfern Fertőrákos (Kroisbach) und Balf (Wolfs) identifizierte. Der deutsche Ortsname Ödenburg gehe hingegen vermutlich auf die zu Beginn der deutschsprachigen Besiedlung hier verödet vorgefundene römische Ruinenstadt zurück.

## Geschichte
Das Gebiet um Sopron war bereits in der frühen Eisenzeit besiedelt. Aus der Hallstattzeit stammen die Kalenderbergurnen, die den Ort in der archäologischen Welt bekannt gemacht haben. Die Römer gründeten an der Stelle des heutigen Sopron die Siedlung Scarbantia, einen Handelsplatz an der Bernsteinstraße. Anstelle der römischen Befestigung wurden im Mittelalter die Stadtmauern erbaut. Der heutige Marktplatz war das ehemalige römische Forum.
Nach der Völkerwanderungszeit war die Stadt eine Wüstung, die nur sehr gering bewohnt war. Ende des 8. Jahrhunderts wurde die frühere Stadt Teil des Karolingerreichs, womit eine umfangreiche Siedlungs- und Christianisierungstätigkeit einher ging. Mit dem Sieg der Ungarn über die Bayern in der Schlacht von Pressburg 907 begann schließlich auch hier die magyarische Landnahme. Die Ungarn errichteten in den Ruinen der Römerstadt eine Grenzfestung. Auch Juden kamen und ließen sich nieder. Die alte Synagoge wurde vom Ende des 12. bis zum Anfang des 13. Jahrhunderts erbaut.
1273 besetzte die Armee des böhmischen Königs Ottokar II. Přemysl die Stadt und nahm die Kinder der Stadtadligen als Geiseln mit. 1277 eroberte Ladislaus IV. Sopron zurück und erhob sie in den Rang einer königlichen Freistadt. Die Stadt wurde 1317 durch einen Brand zerstört. Durch Karl I. von Ungarn konnten 1324 Juden sich in der Stadt niederlassen. An der Wende vom 14. zum 15. Jahrhundert lebten etwa viertausend Menschen in der Stadt. Am 25. Februar 1441 verpfändete Elisabeth von Luxemburg III. die Stadt an Friedrich III.

### Die Habsburger

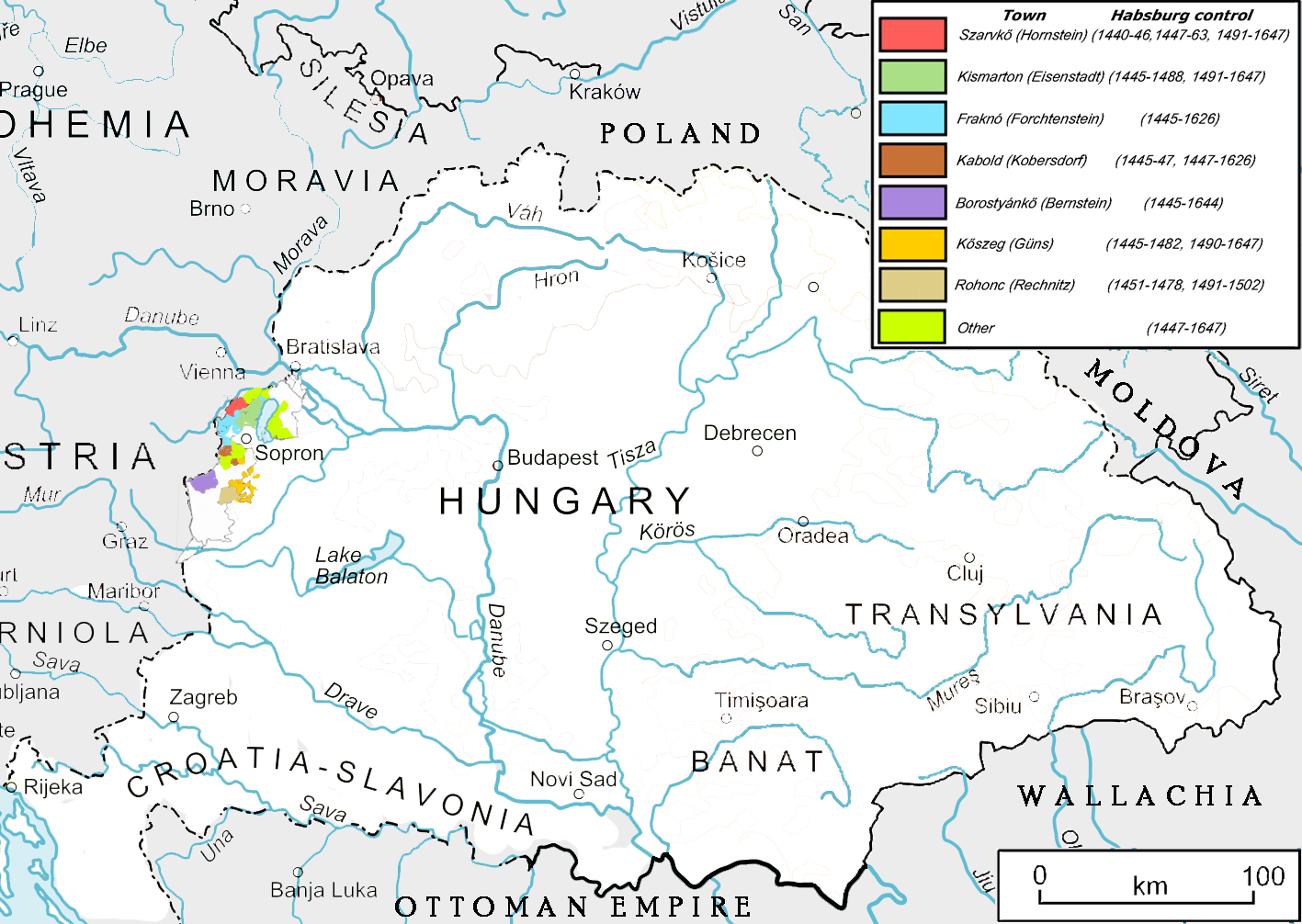
Habsburger Burgen in Ungarn zwischen dem 15. und 17. Jahrhundert

Von 1459 bis 1462 war die Stadt vorübergehend habsburgisch. Der Vertrag von Ödenburg-Wiener Neustadt zwischen Kaiser Friedrich III. und König Matthias Corvinus von Ungarn beendete am 19. Juli 1463 (vorerst) die ersten kriegerischen Auseinandersetzungen zwischen Friedrich III. und dem ungarischen König seit ihrer Doppelwahl 1458/59. 1526 fiel mit Ungarn auch Ödenburg per Erbgang an Habsburg. Ödenburg verblieb aber im ungarischen Reichsteil der Habsburgermonarchie. Im selben Jahr vertrieb die Bevölkerung die Juden aus Sopron. 1529, während der ersten Wiener Türkenbelagerung, konnte sich die Stadt erfolgreich gegen eine Besetzung durch die osmanischen Truppen wehren, während das Umland von den belagernden Truppen geplündert wurde. Sopron gilt als eines der Zentren der Reformation in Ungarn. Ein Feuer zerstörte im Jahr 1676 weite Teile der Stadt. Daraufhin wurde die Stadt im Barock-Stil wiederaufgebaut, was auch heute noch das Stadtbild prägt. Der Aufstand von Franz II. Rákóczi wurde von der Stadt nicht unterstützt, sie hielt der Belagerung durch die Kuruzen im Jahre 1705 stand.
Bei der zweiten Wiener Türkenbelagerung ergab sich Ödenburg im Jahre 1683 der osmanischen Streitmacht unter Kara Mustafa. Nach dem Sieg der kaiserlichen Truppen Leopolds I. über die osmanische Streitmacht huldigten die Ödenburger Stadtväter dem römisch-deutschen Kaiser Leopold I. in Wien. 1753 wurde im Wald von Sopron ein Kohlebergwerk eröffnet, das in den letzten Jahrzehnten des 19. Jahrhunderts zu einem der modernsten Bergwerke des Landes wurde. Das mittelalterliche Verteidigungssystem war im 18. Jahrhundert überholt, daher wurden an einigen Stellen die Stadtmauern abgerissen und auf den Bastionen mehrere Bastionsgärten angelegt, die noch heute zu sehen sind. Einer von ihnen befindet sich hinter dem Schloss Esterházy, vor dem sich ein 1789 erbauter Musikpavillon mit runder Kuppel befindet.
In der Zeit von Joseph II. wurde Ödenburg Sitz des Komitats Ödenburg. Im 17. Jahrhundert wurden in der Geißkirche die Palatine Ungarns gekrönt. Am 8. Dezember 1625 wurde Ferdinand III. dort mit der Stephanskrone zum ungarischen König gekrönt. Die weitere Zeremonie fand auf einem Hügel vor der Stadt statt, der der einzige original erhalten gebliebene Krönungshügel Ungarns ist.
Auf Anregung István Széchenyis wurde die erste Eisenbahn in Transdanubien gebaut, die von Sopron aus nach Norden verlief und die Stadt mit dem nahen Wien verband. Nach einem Plan von 1847 sollte diese Bahnstrecke in Richtung Süden Sopron–Kőszeg–Szombathely–Rum–Zalavár–Nagykanizsa weitergeführt werden, wurde später aber in anderer Richtung gebaut.
Durch die Grenznähe wurde Sopron während der Ungarische Revolution 1848/1849, dem Unabhängigkeitskrieg gegen die Vorherrschaft der österreichischen Habsburger, früh von kaiserlichen Truppen besetzt.
1890 wurde in Sopron die erste Telefonzentrale des Landes errichtet. 1896 wurde anlässlich der Feierlichkeiten zur eintausendsten Wiederkehr der Landnahme der Magyaren unter Großfürst Árpád im Jahr 896 (Ungarisches Millennium) das Rathaus errichtet. 1900 begann der Straßenbahnverkehr in der Stadt, doch das Zweiliniennetz rentierte sich auf Dauer nicht, sodass es 1923 eingestellt wurde. Die Stadt entwickelte sich dann bis zum Beginn des 20. Jahrhunderts gut, obwohl sich seine Entwicklung ab dem späten 19. Jahrhundert verlangsamte und sein wirtschaftliches Gewicht abnahm.

### Volksabstimmung

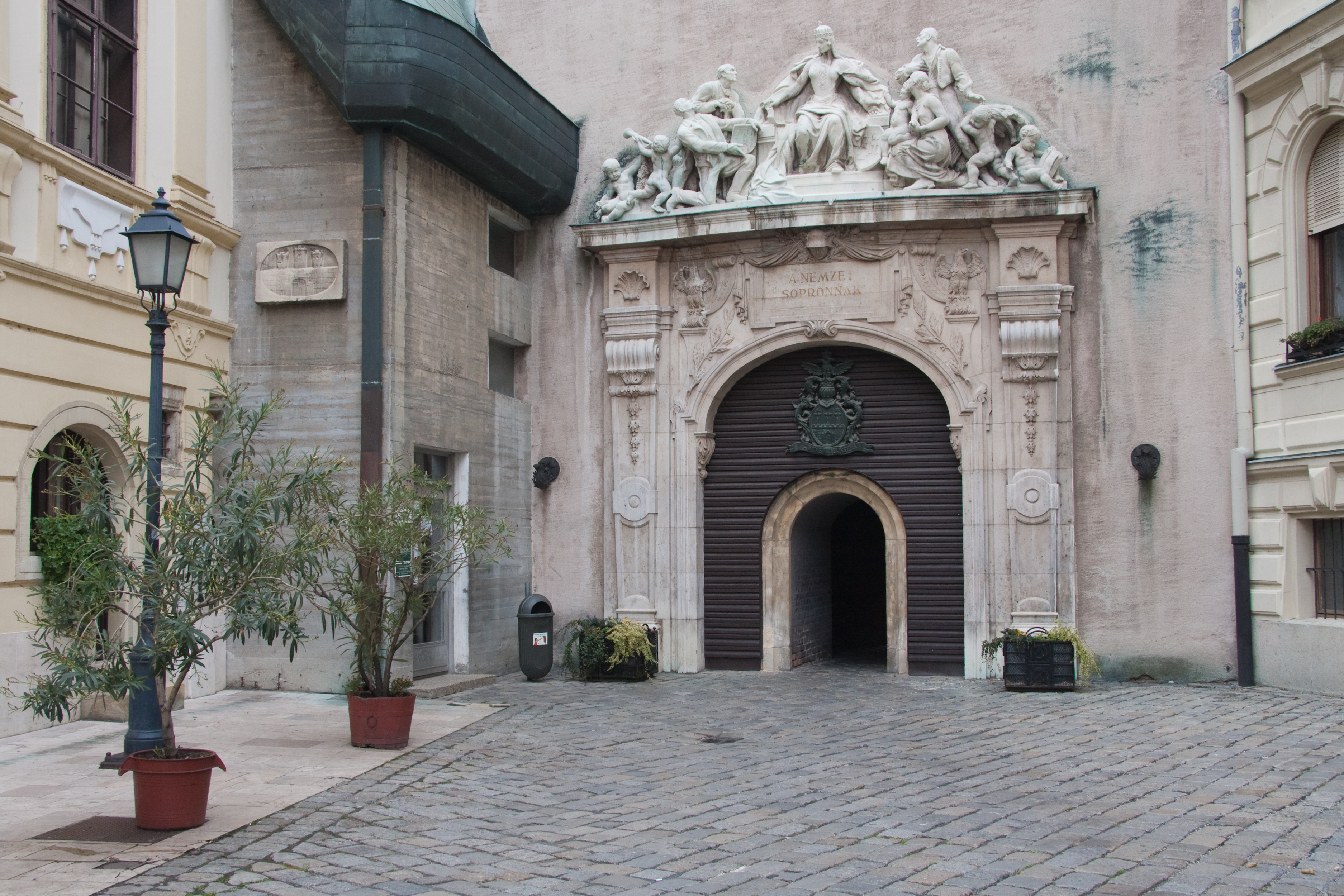
Tor der Treue (ung. Hűségkapu) errichtet 1928 als Andenken an die Volksabstimmung.

Nach dem Ersten Weltkrieg verlor das Königreich Ungarn zwei Drittel seines Territoriums an verschiedenen Nachbar- und Nachfolgestaaten. Sopron wurde in Folge des Vertrags von Saint-Germain Österreich zugesprochen und sollte Hauptstadt des neu gebildeten Bundeslandes Burgenland werden, was ein umstrittenes Referendum verhinderte. Eine von österreichischen Zeitgenossen und Historikern bestrittene Volksabstimmung in Ödenburg sollte entscheiden, zu welchem Land Sopron und die acht umliegenden Dörfer gehören sollten. Offiziell wählten 72,8 % der Soproner Ungarn. Ein vertraulicher Bericht des ungarischen Vertreters in der Wahlkommission, Frigyes Villani, bestätigte jedoch viele Anschuldigungen der österreichischen Seite.
Sopron wurde anschließend von der Nationalversammlung der Titel Civitas fidelissima („treueste Stadt“) verliehen. Am Datum der Abstimmung, dem 14. Dezember, wird alljährlich der Hűség napja (Tag der Treue) begangen. Die Ämter blieben jedoch bis zur Deportation der Ungarndeutschen im Jahr 1946 zweisprachig.

### Zweiter Weltkrieg
Die Stadt litt sehr unter dem Zweiten Weltkrieg. 1944 wurde sie von mehreren Luftangriffen getroffen. Die jüdische Bevölkerung der Stadt (1857 Personen) wurde im Juli 1944 fast vollzählig in das Vernichtungslager KZ Auschwitz deportiert, die meisten von ihnen wurden ermordet, nur 325 der Deportierten kehrten zurück. Vom Dezember 1944 bis zum 28. März 1945 regierten die Pfeilkreuzler das Land im Wesentlichen von Sopron aus. Die Todeszahlen der Stadtbevölkerung stiegen während der Pfeilkreuzlerherrschaft stark an. In den Massengräbern rund um Sopron wurden 2181 an Hunger und Seuchen gestorbene Arbeiter beigesetzt. Vereine und lokale Zeitungen wurden verboten und ein erheblicher Teil der Bevölkerung mussten militärisch völlig bedeutungslose Wälle errichten. Durch die große Einwohnerzahl, Zehntausende (nach einigen Quellen Hunderttausende) Flüchtlinge, Mitglieder der Pfeilkreuzler und der Militärpolizei, sowie Soldaten kam es in der Stadt zu einer Nahrungsmittelknappheit und Epidemien brachen aus. Ab dem 17. Januar 1945 hatte die örtliche Jugendorganisation der Pfeilkreuzler bereits 12-jährige Jungen „angeworben“. Schon in den Tagen vor der Flucht der Schützen am 29. März versammelten sich Dutzende junger Menschen auf den Straßen der Stadt. In der damaligen benachbarten Gemeinde (und heutigem Stadtteil) Balf befand sich 1944/45 das Lager Balf. Am 1. April 1945 besetzten Truppen der Roten Armee Sopron.

### Nach 1945
Nach dem Zweiten Weltkrieg wurde ein großer Teil der ungarndeutschen Einwohnerschaft der Stadt vertrieben. Es entfaltete sich auch in Sopron eine bedeutende industrielle Entwicklung, das Bergwerk wurde 1951 wegen der Unmöglichkeit des Bergbaus (Wassereinbruch) geschlossen und in den 1950er Jahren wurde die Bergbaufakultät der Hochschule nach Miskolc verlegt. Während des Ungarnaufstandes 1956 beteiligten sich die Einwohner von Sopron am Aufstand, und der Ort war ein Verbindungspunkt nach Westen.
Das barocke Bild der Innenstadt ist erhalten geblieben. In den 1980er Jahren, während der Ära Kádár wurden unter der Leitung des Kunsthistorikers Ferenc Dávid bedeutende Denkmalschutzarbeiten durchgeführt.
Zwischen 1963 und 1986 arbeitete Ferenc Dávid für die Nationale Aufsichtsbehörde für Denkmäler. Ab 1986 arbeitete er als wissenschaftlicher Mitarbeiter am Kunstgeschichtlichen Forschungsinstitut der Ungarischen Akademie der Wissenschaften als engagierter Denkmalpfleger. Unter anderem spielte er eine wichtige Rolle bei der Restaurierung der Schloss Fertőd und von Sopron. Im Europäisches Denkmalschutzjahr 1975 (Initiative des Europarates) erhielt die Stadt die Goldmedaille. Es folgten Wiederherstellungsarbeiten der von Franz Storno dem Älteren in der zweiten Hälfte des 19. Jahrhunderts restaurierten Pfarrkirche St. Michael. Es kam zur Restaurierung und Präsentation der Wanddekorationen im Ödenburger Gambrinus-Haus (in Zusammenarbeit mit Klára Mentényi) und auch im dortigen Esterházy-Palais.
Dávid schätze die Werke und die Sammlungen der Ödenburger Storno-Familie mit ihren Denkmalrestaurierungen in der zweiten Hälfte des 19. Jahrhunderts. Im Zuge der Restaurierung des Ödenburger Storno-Hauses unternahm er alles im Interesse der möglichst vollständigen Bewahrung des Denkmal- und Sammlungsgutes der Familie Storno, in enger Zusammenarbeit mit den Mitarbeitern des Ödenburger Museums (Soproni Múzeum).
Die orthodoxe jüdische Gemeinde hörte nach 1956 auf zu bestehen.
Viele ehemalige Ödenburger kamen nach Bad Wimpfen, wo schon in den Nachkriegsjahren Ödenburger Heimattreffen stattfanden, so dass sich bereits 1951 eine Patenschaft und später eine Städtepartnerschaft zwischen den Städten entwickelte. In Bad Wimpfen formierte sich auch der Kulturverein für Ödenburg und Umgebung, der unter Eugen Schusteritsch das Ödenburger Heimatmuseum einrichtete.
Die Grenzöffnung erfolgte am 19. August 1989 mit dem Paneuropäischen Picknick, bei dem 661 DDR-Bürger über die Grenze nach Österreich in die Freiheit gelangten. Am Ort dieses Ereignisses werden jährlich Gedenkfeiern veranstaltet.
Am 18. April 2016 erhielt die Stadt den ICOMOS-Preis für die Restaurierung und Erneuerung der 2012 übergebenen Burgmauerpromenade und des 2015 sanierten Burgviertels.
Heute ist Sopron ein aufstrebender Wirtschaftsstandort in Westungarn, der wirtschaftlich eng mit dem Nachbarland Österreich verbunden ist.

## Bevölkerung

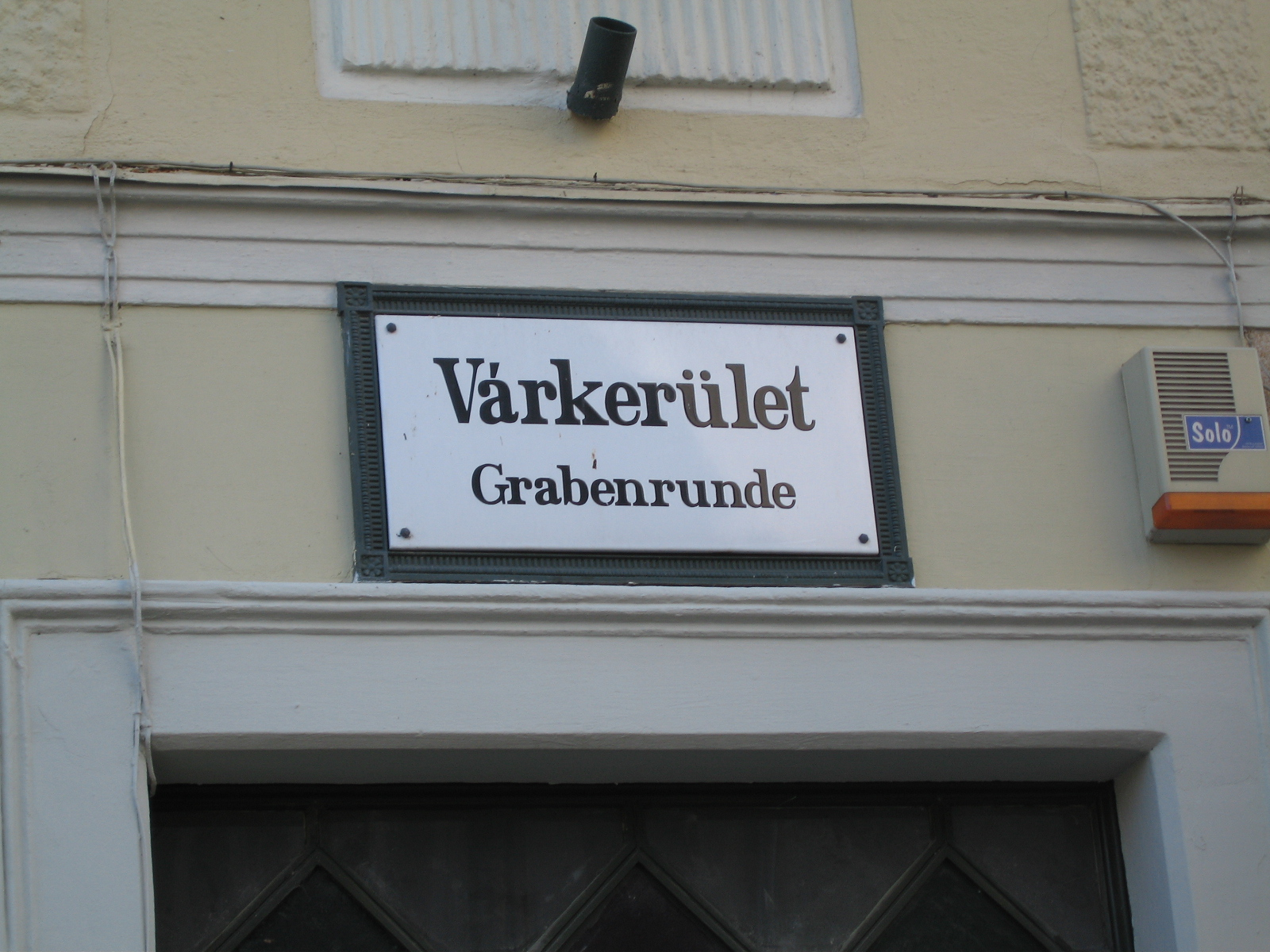
Ödenburg (Sopron) ist eine der wenigen Städte in Ungarn, in denen es zweisprachige Straßenschilder gibt

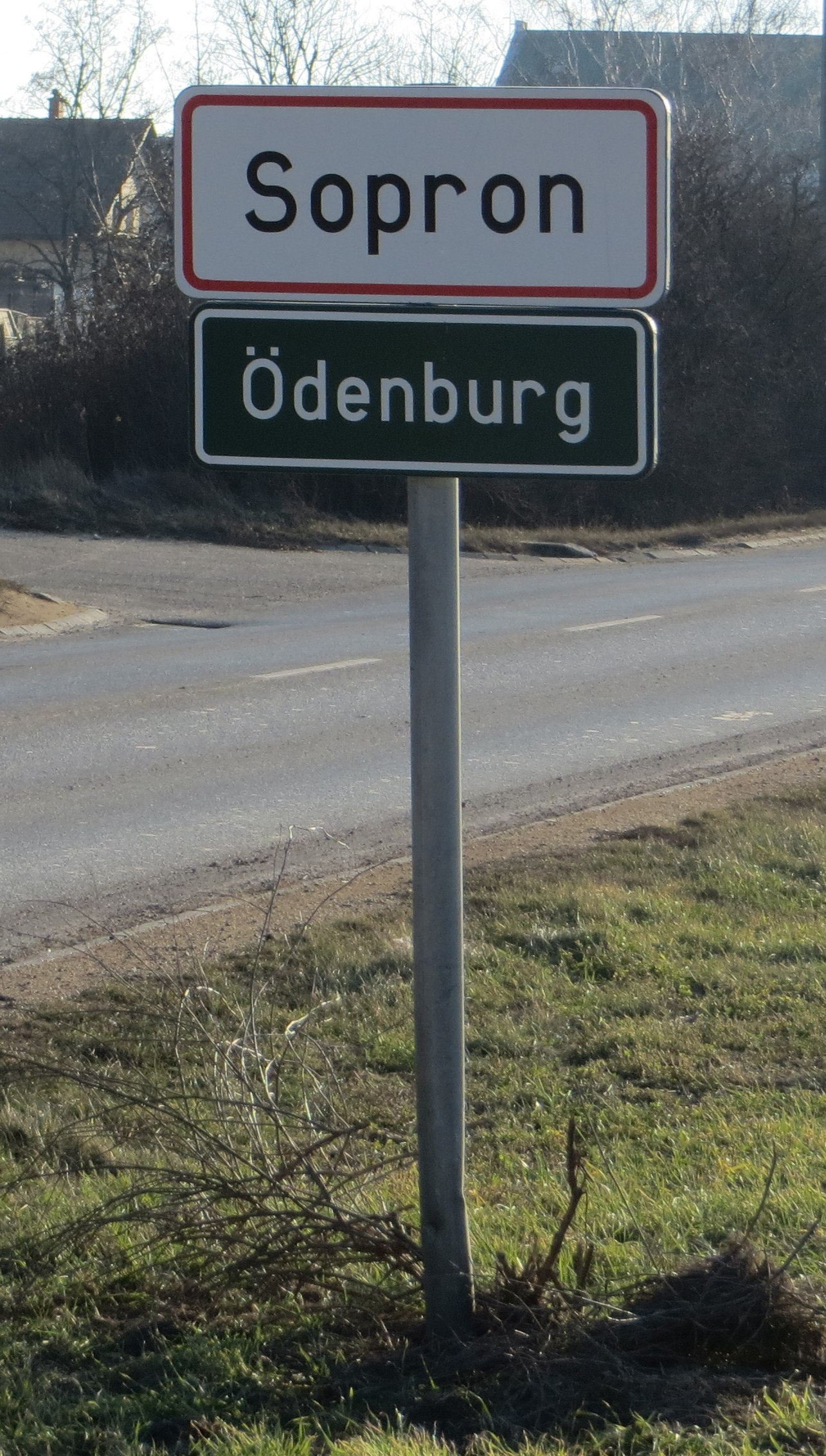
Zweisprachiges Ortsschild

Im Jahr 1857 betrug der Anteil Deutschsprachiger 93 %.
1910 hatte Sopron 33.932 Einwohner (51,0 % Deutsche, 44,3 % Ungarn, 4,7 % andere). Die Religionszugehörigkeiten waren: 64,1 % römisch-katholisch, 27,8 % lutherisch, 6,6 % jüdisch, 1,2 % kalvinistisch, 0,3 % andere.
Die Volkszählung 2001 ergab 56.175 Einwohner (92,8 % Ungarn, 3,5 % Deutsche/Österreicher, 3,7 % andere), die Volkszählung 2011 dagegen 60.548 Einwohner, von denen sich 51.456 als ethnische Ungarn (85 %) und 3448 als Ungarndeutsche (5,7 %) erklärten.
Bei den Religionen ergaben sich 2001 folgende Anteile: 69 % römisch-katholisch, 7 % lutherisch, 3 % kalvinistisch, 8,1 % atheistisch, 11,9 % ohne Antwort, 1 % andere.

### Ungarndeutsche Minderheit
Seit dem 19. Jahrhundert entfaltete die Gruppe der Ponzichter eine wirtschaftliche Tätigkeit. Trotz der Vertreibungen 1945 hat sich in der Stadt eine ungarndeutsche Präsenz gehalten, die heute unter anderem an der gewählten Deutschen Selbstverwaltung zu Ödenburg (Soproni Német Nemzetiségi Önkormányzat), an zweisprachigen Orts- und Straßenschildern, an den sich zuletzt beim Zensus 2011 zu 5,7 % als Deutsche erklärenden Stadtbewohnern wie auch an der Deutschen Nationalitätenschule Ödenburg im Ortsteil Sopronbánfalva (Wandorf) erkennbar ist. An der Nationalitätenschule werden ab der 1. Klasse fünf Stunden Deutsch wöchentlich unterrichtet und in den zweisprachigen Klassen außerdem einige andere Fächer. Auch an der Westungarischen Universität gibt es deutschsprachige Lehrangebote, so in den Wirtschaftswissenschaften.

#### Bevölkerungsentwicklung
| Jahr | Anzahl | Bemerkungen                                                           |
| ---- | ------ | --------------------------------------------------------------------- |
| 1833 | 11.216 | „Die hiesigen Einwohner, in 2251 Häusern wohnhaft, […] sind Deutsche“ |
| 1857 | 18.211 | 16.861 Deutschsprachige (93 %)                                        |
| 1880 | 23.222 | 16.425 Deutschsprachige (70 %)                                        |
| 1910 | 33.932 | 17.318 Deutschsprachige (51 %)                                        |
| 1920 | 35.248 | 16.911 Deutschsprachige (48 %)                                        |
| 1941 | 42.255 | 12.633 Deutschsprachige (30 %)                                        |
| 1949 | 32.726 | 01.179 Deutschsprachige (3,6 %)                                       |
| 2001 | 56.175 | 01.963 Deutschsprachige (3,5 %)                                       |
| 2011 | 60.548 | 03.448 Deutschsprachige (5,7 %)                                       |

## Sehenswürdigkeiten

### Profanbauten
Bedeutende Profanbauten sind der mittelalterliche, auf römischen Mauerresten errichtete, Feuerturm (Wahrzeichen der Stadt), verschiedene mittelalterliche und barocke Patrizierhäuser am Fő tér (Hauptplatz der Altstadt), das
Rathaus, das städtische Konferenz- und Kulturzentrum Franz Liszt, das im Jugendstil gehaltene Petőfi-Theater oder der Postpalast. Die Rákóczistraße zeigt monumentale Bauten im Stil des Historismus und Eklektizismus, darunter das ehemalige K. u. k. Officierstöchter-Erziehungs-Institut, das Doppelhaus Rákóczi Straße 37–39 und das Museum Rákóczi Straße 53.

#### Gambrinus-Haus
Das Anfang des 15. Jahrhunderts erbaute Haus wurde Sopron 1422 von König Sigismund von Luxemburg geschenkt. Es wurde im frühen 17. Jahrhundert umgebaut. Der Stadtschreiber János Gugelweit schrieb im 15. Jahrhundert hier die sogenannten Soproner Blumen, deren Manuskript heute im Stadtarchiv aufbewahrt wird. Die Umrahmung des Eingangs aus dem Jahr 1620 ist aufwendig verziert. Überreste eines gewölbten Tores sind heute noch zu erkennen. Früher war hier das Restaurant Gambrinus.

Profanbauten
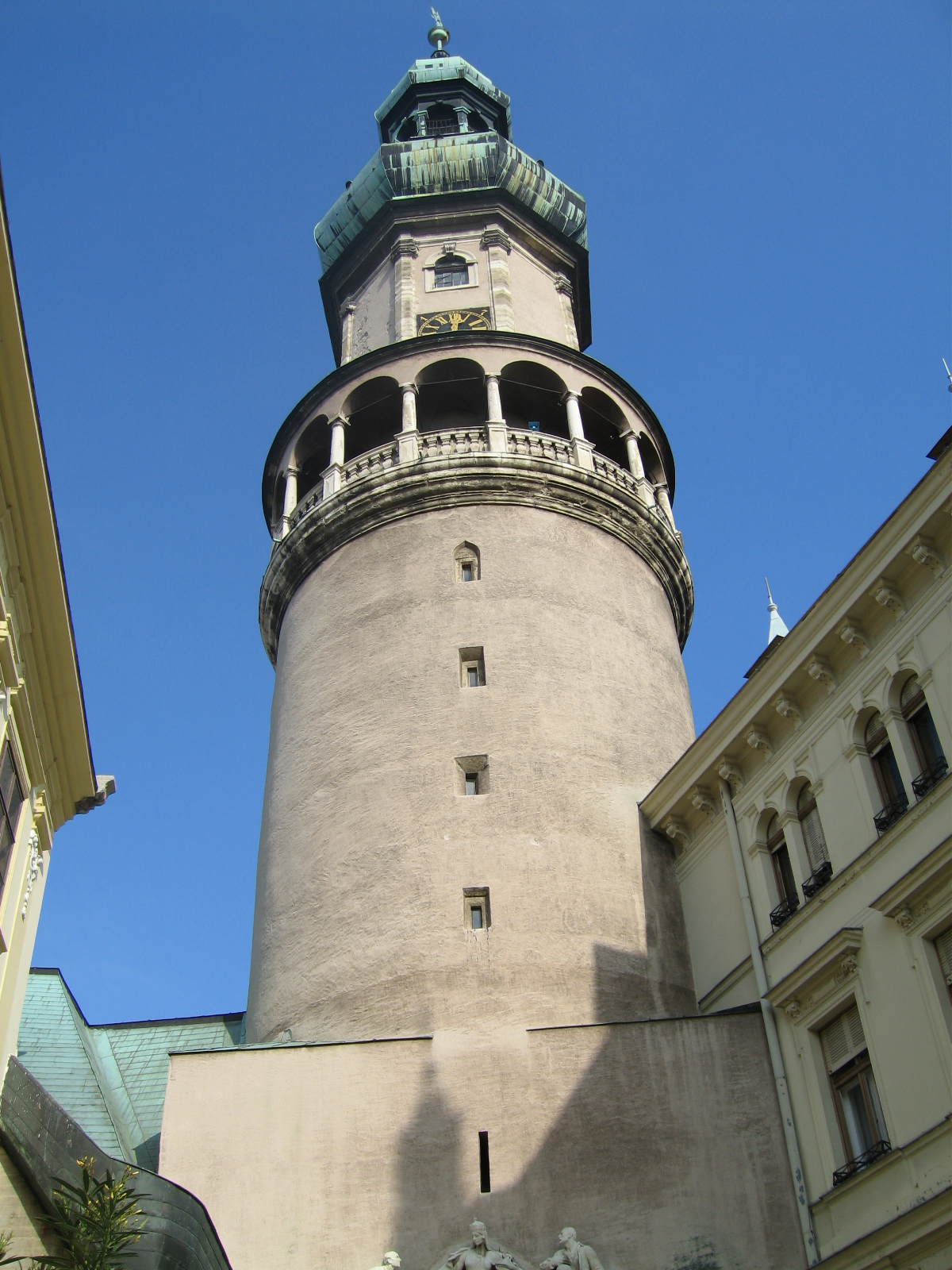
Feuerturm
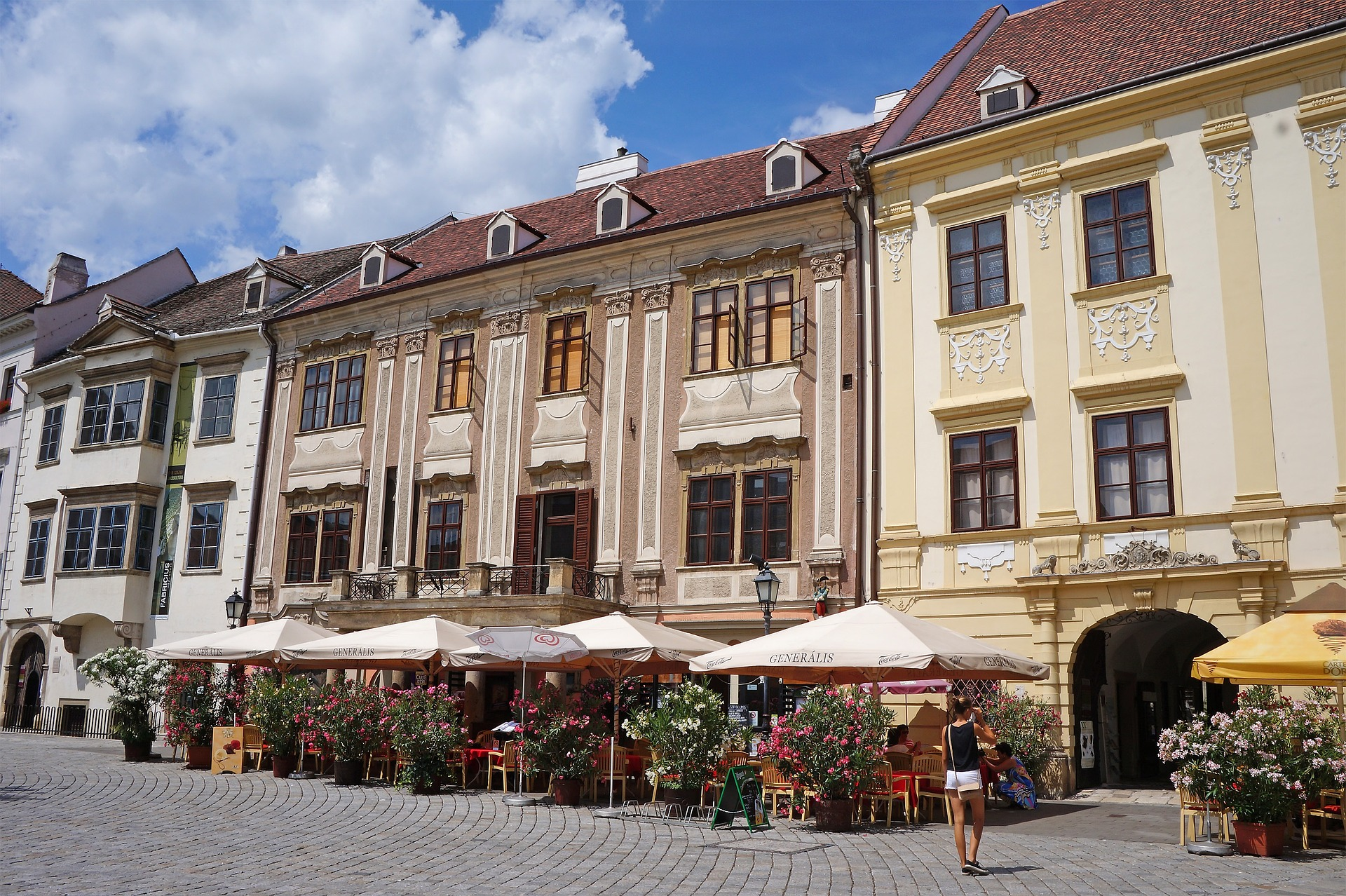
Fabricius-, Generals- und Stornohaus am Fő tér
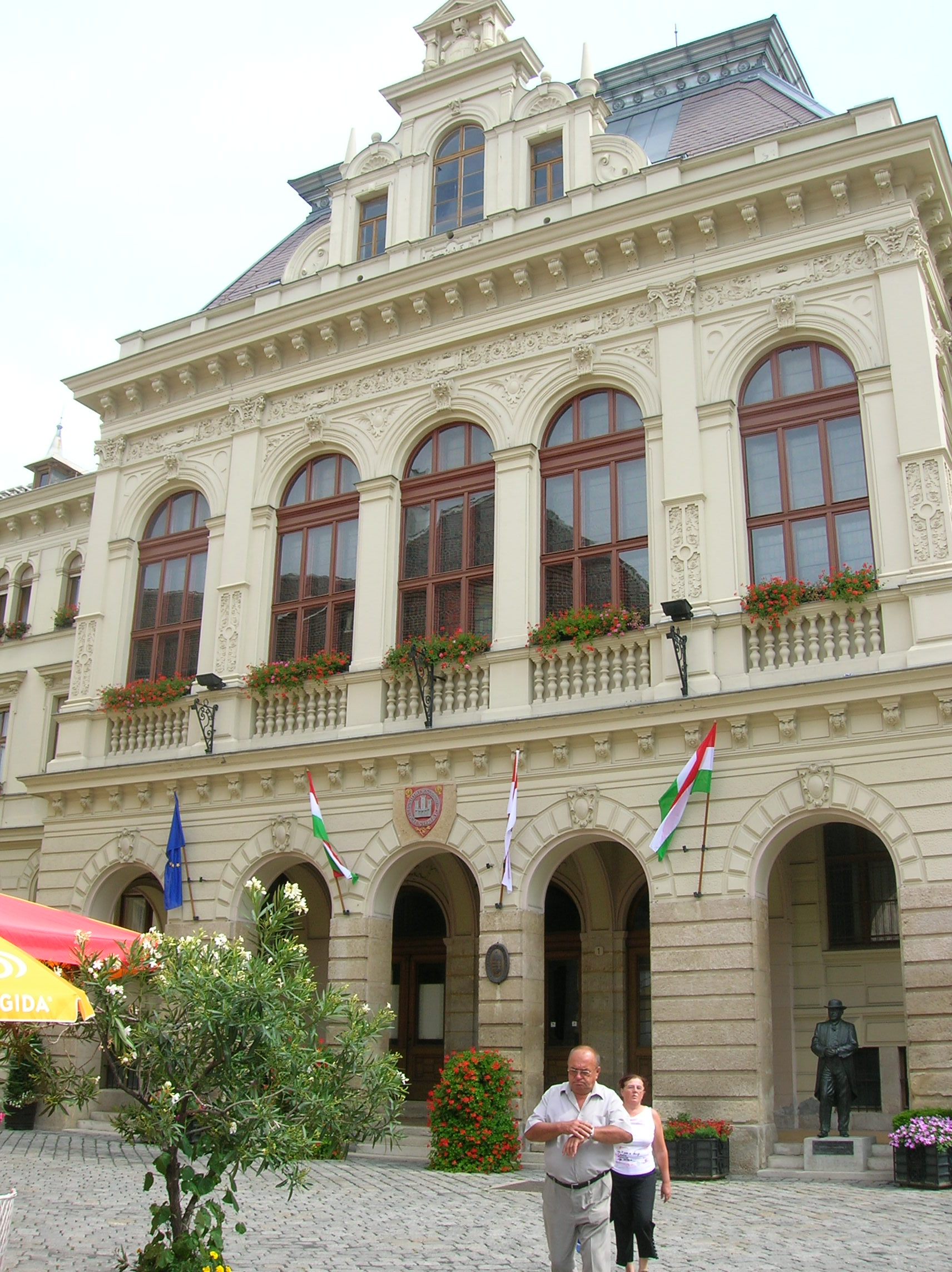
Rathaus
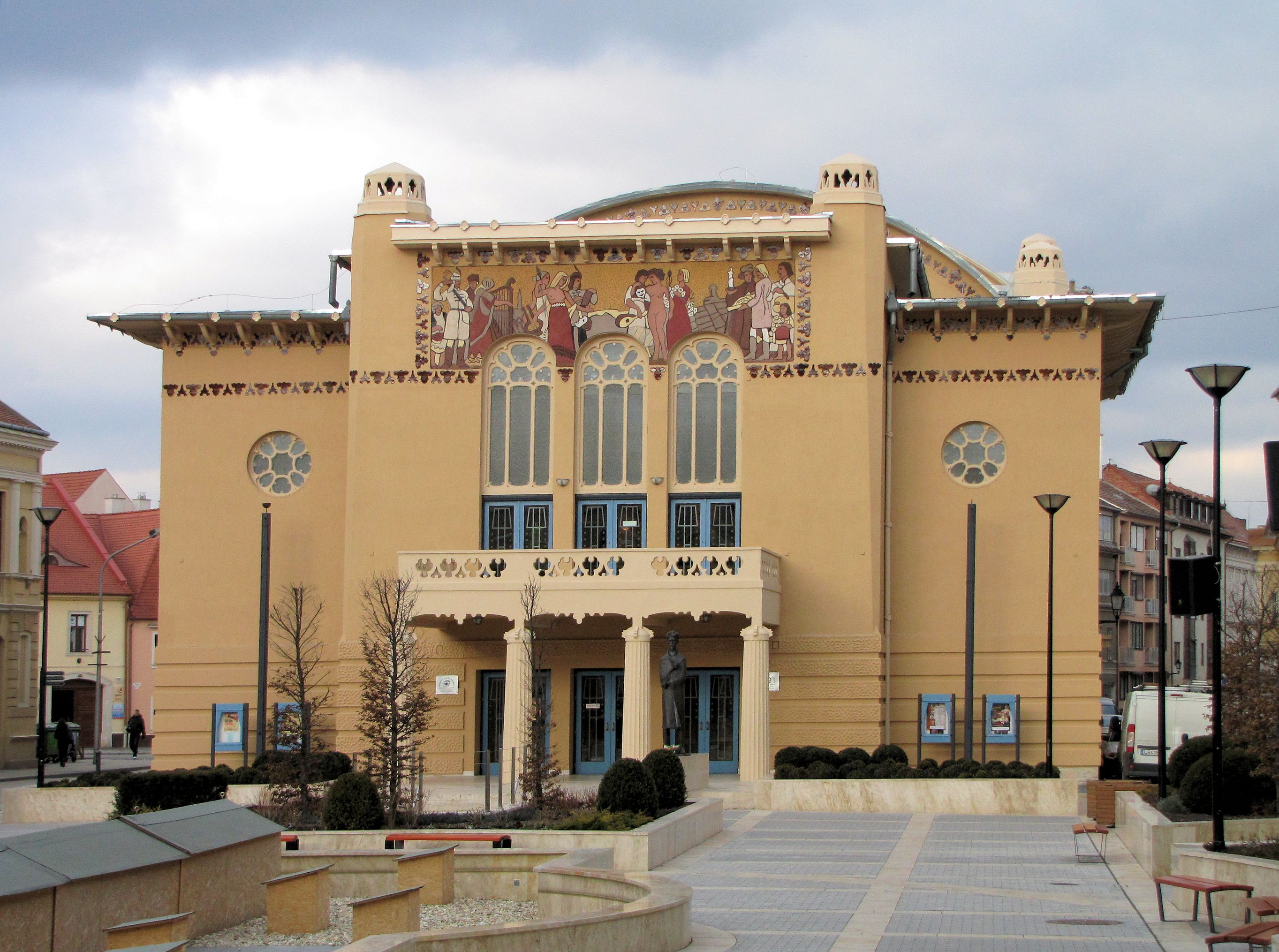
Petőfi Theater
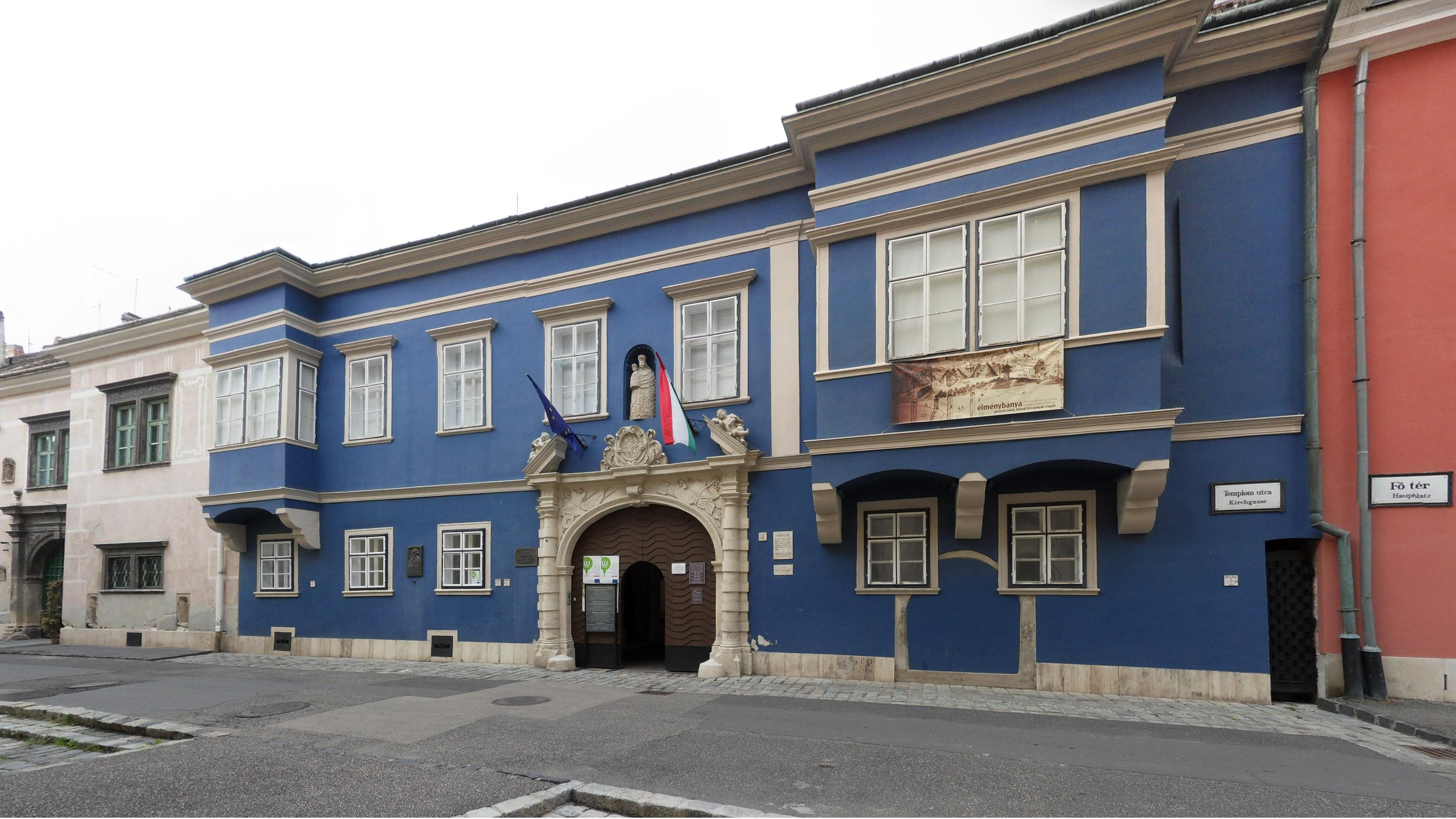
Palais Esterházy
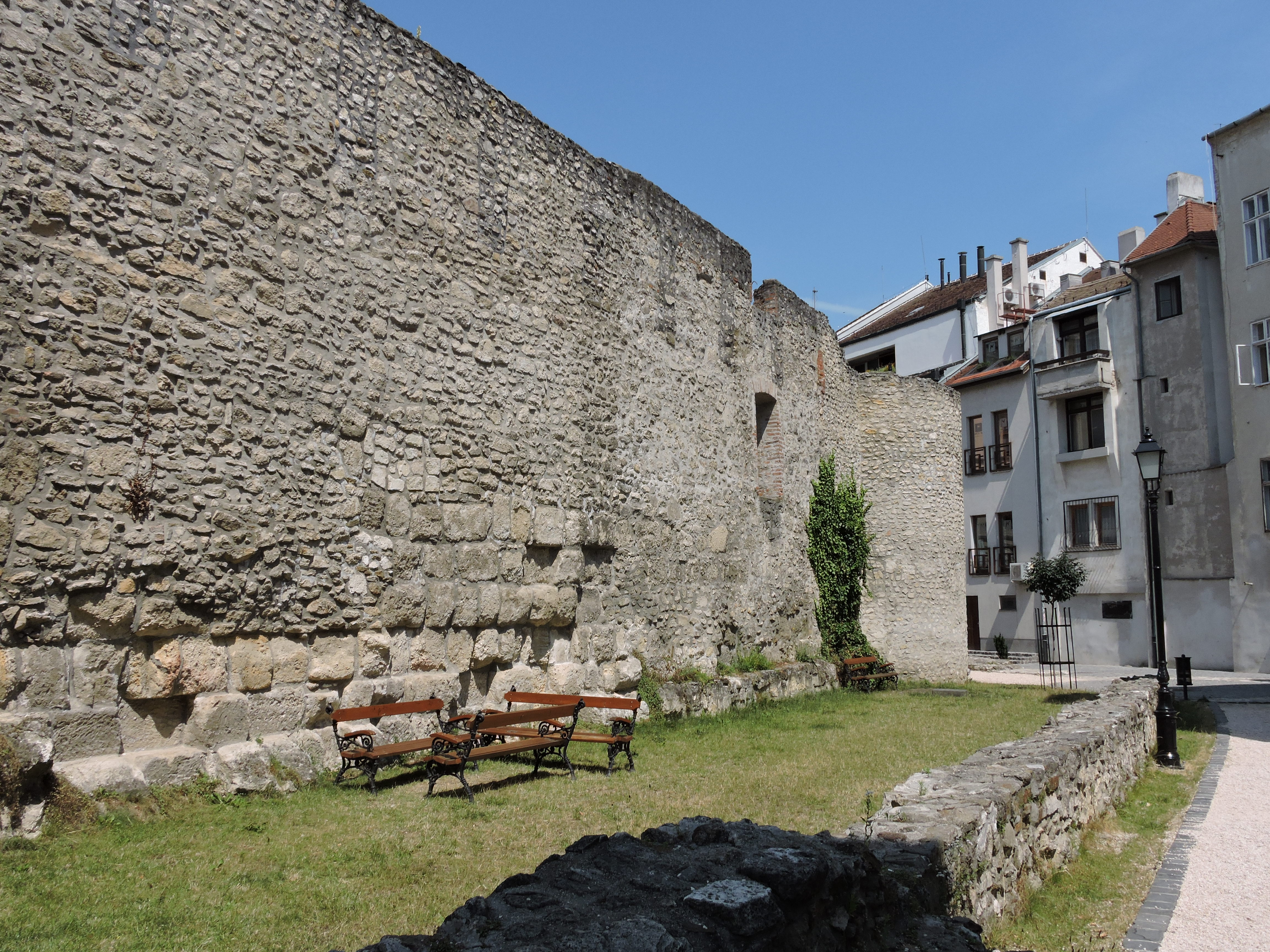
Teil der Stadtmauer
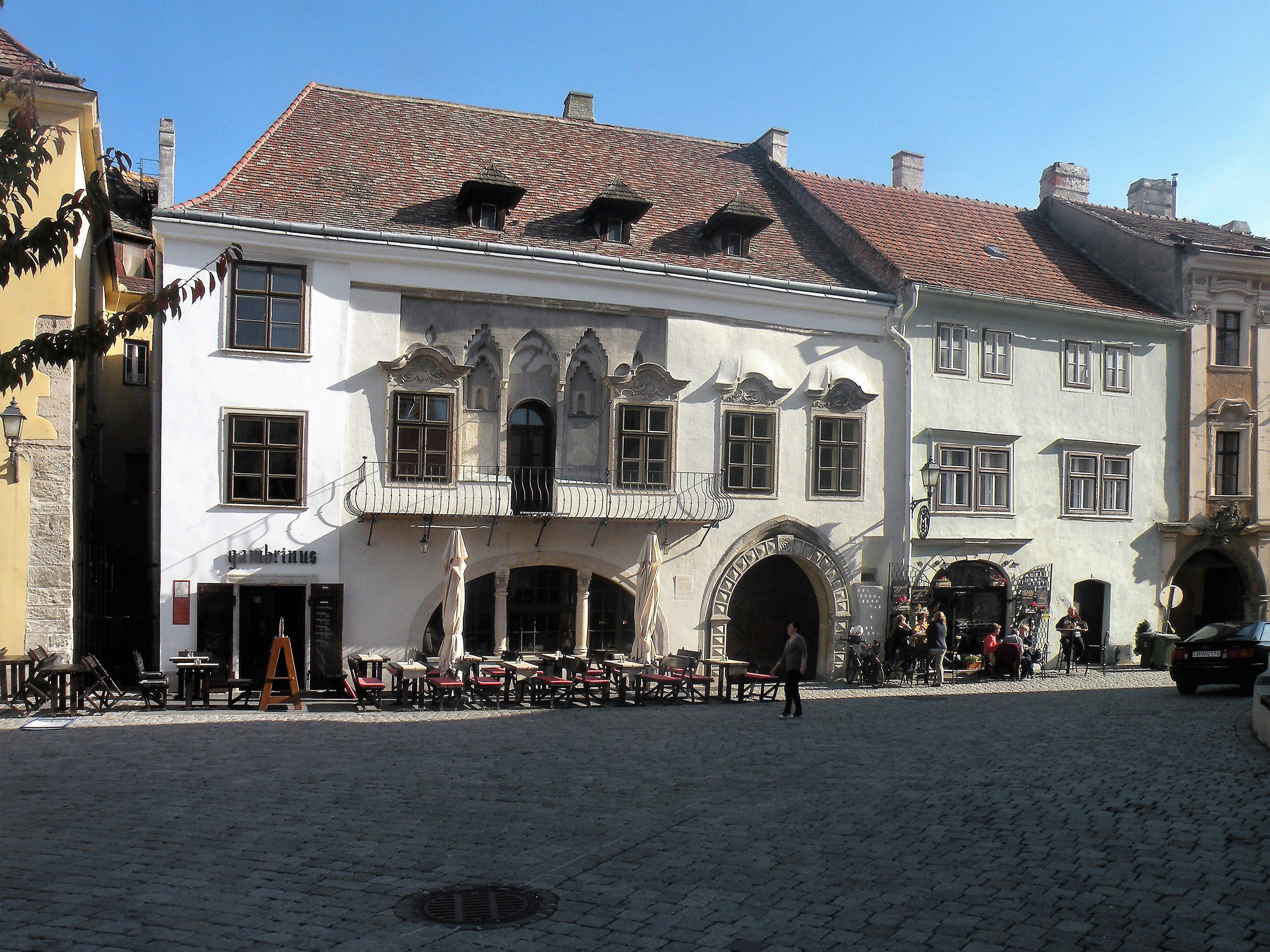
Gambrinus-Haus

Moderne Bauten
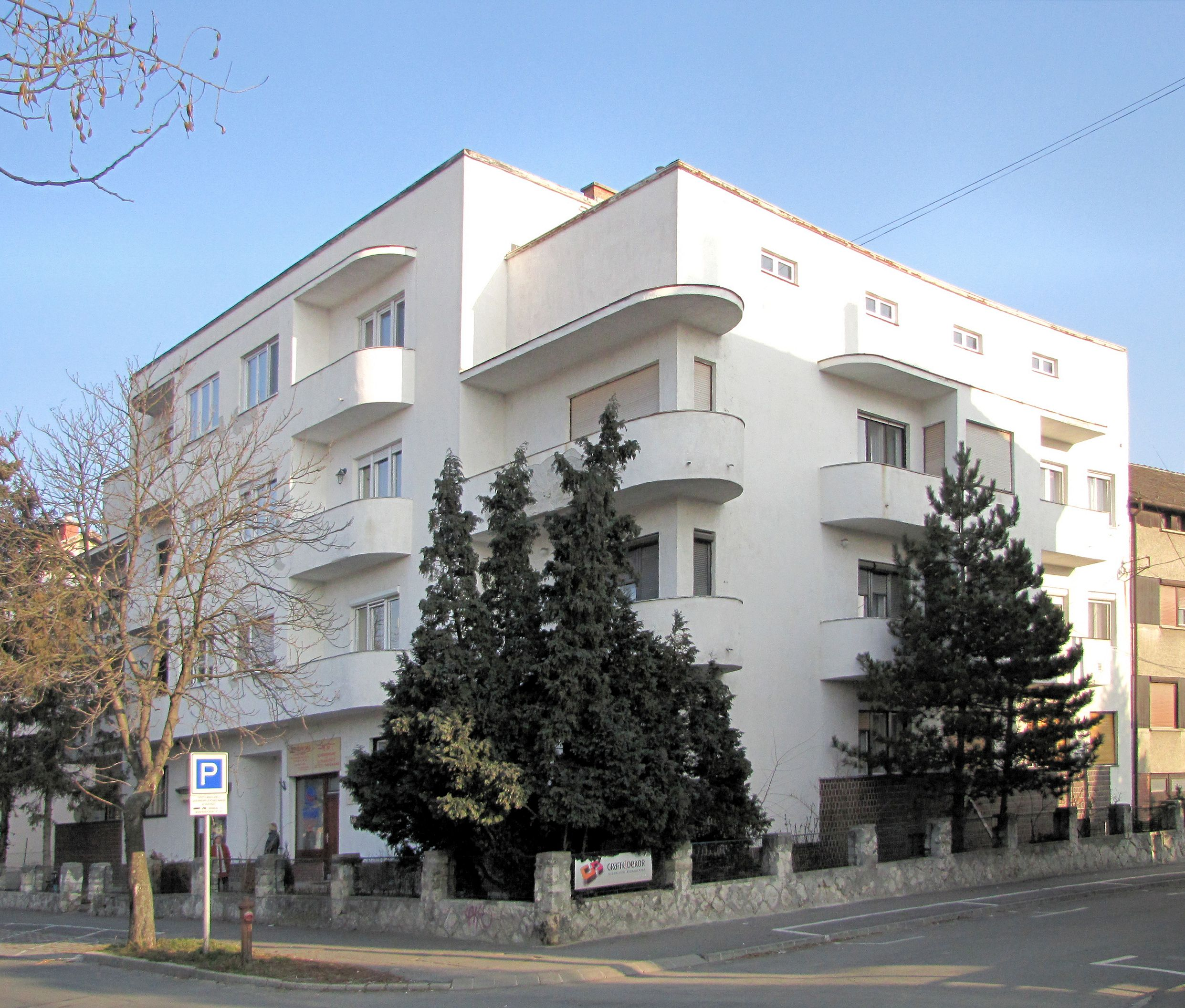
Modernes Wohngebäude in der Frankenburgstraße
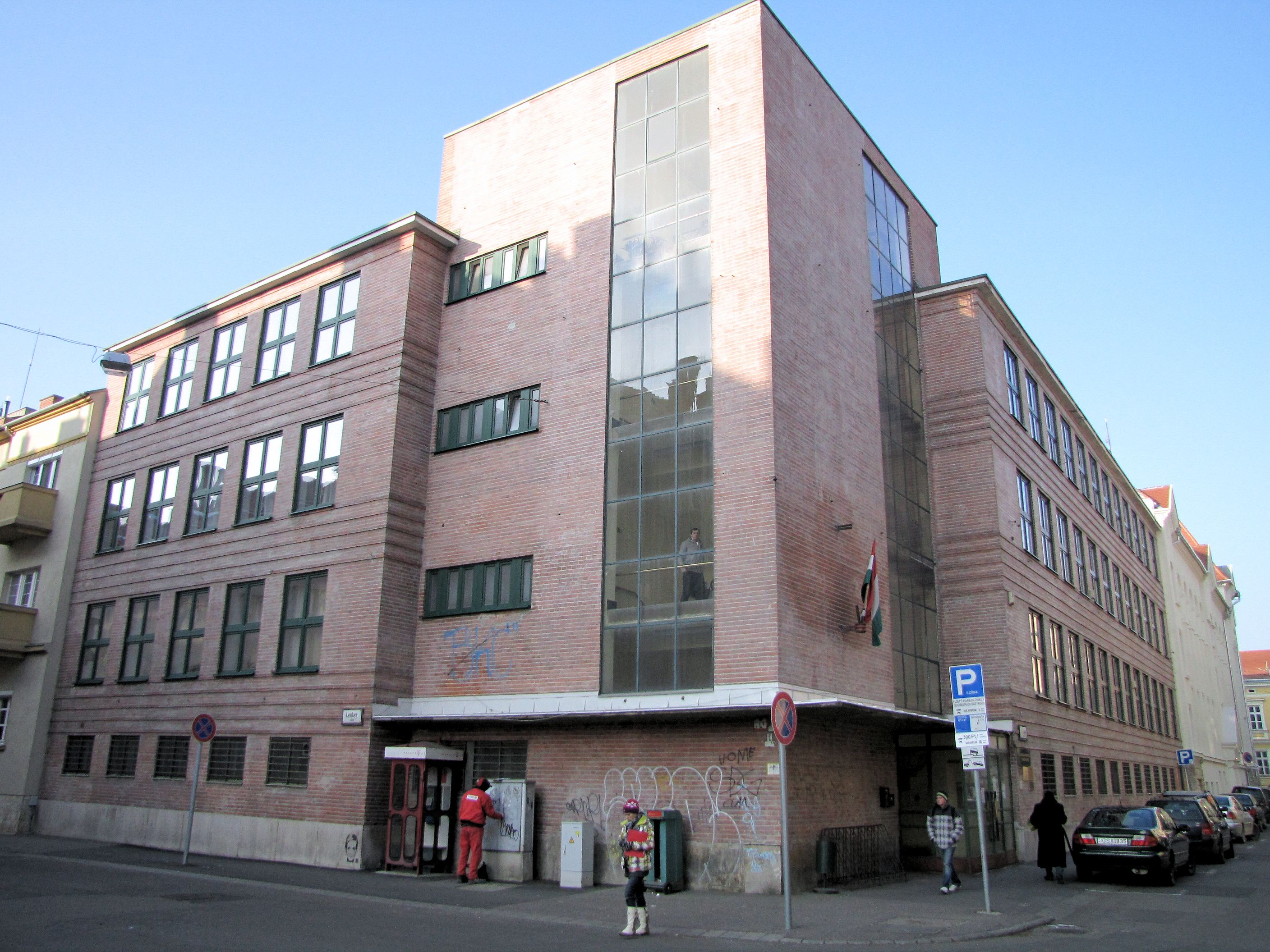
Polyclinic, 1941
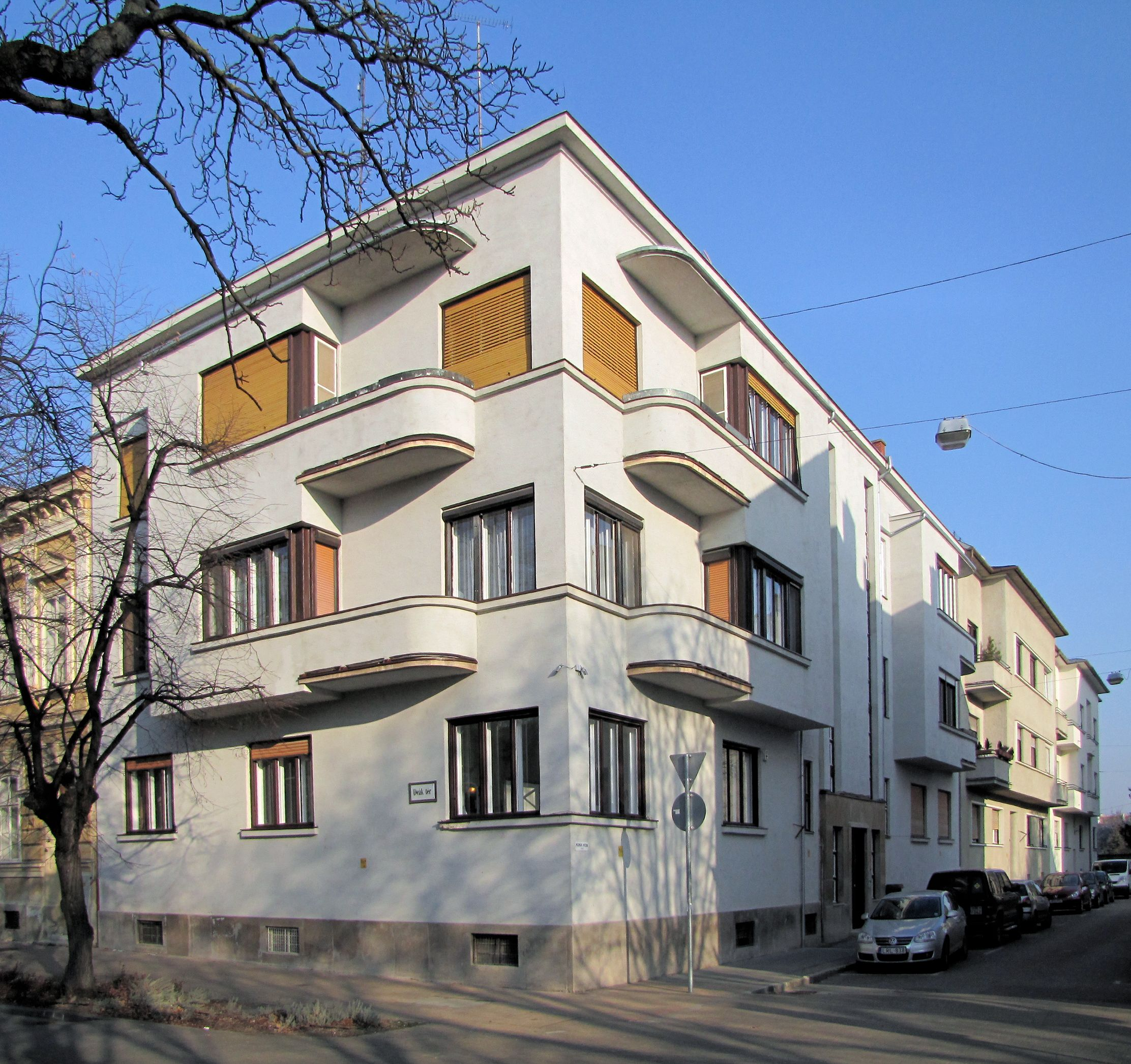
Deákplatz (Bauhausstil)
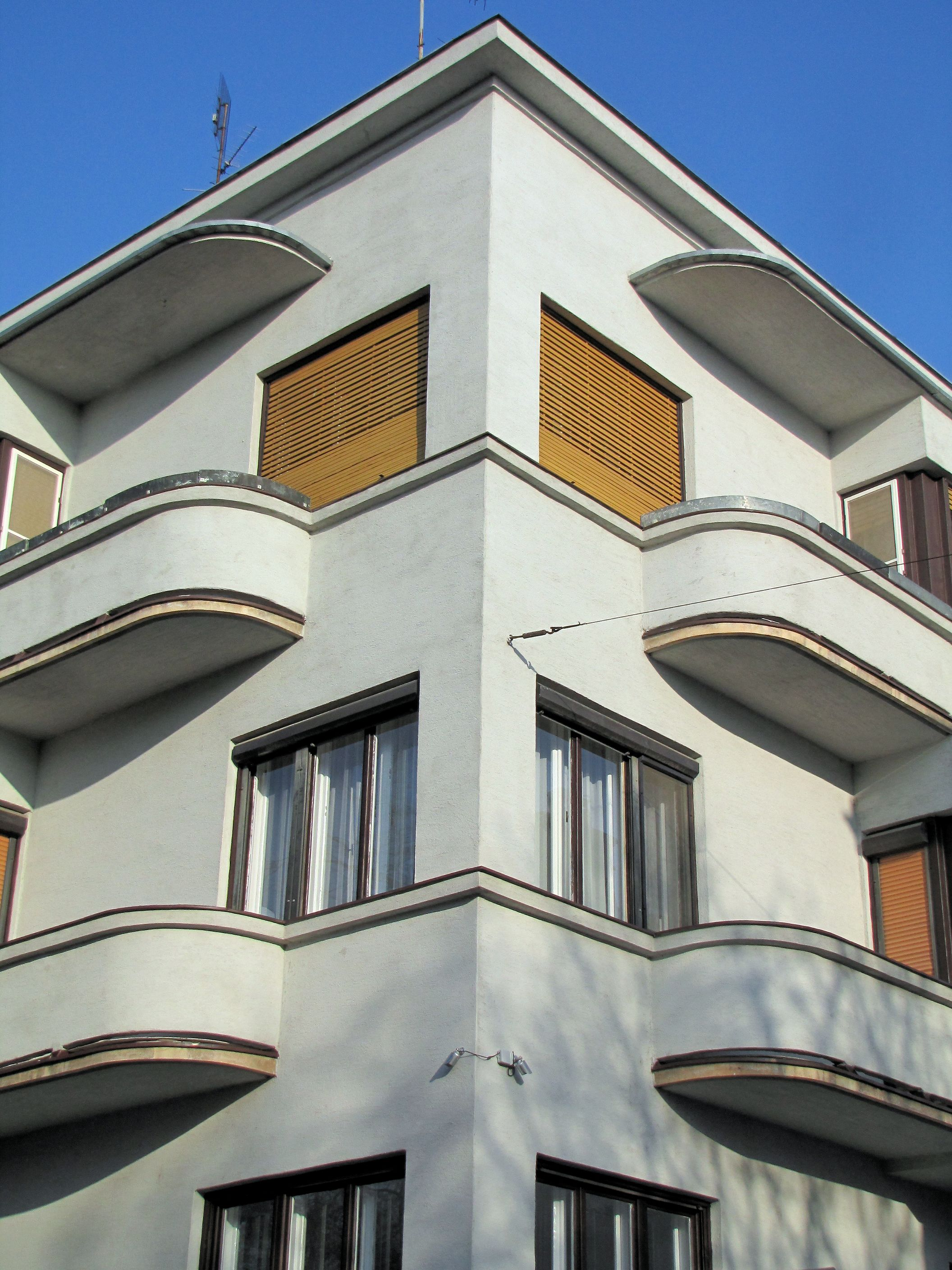
Deákplatz
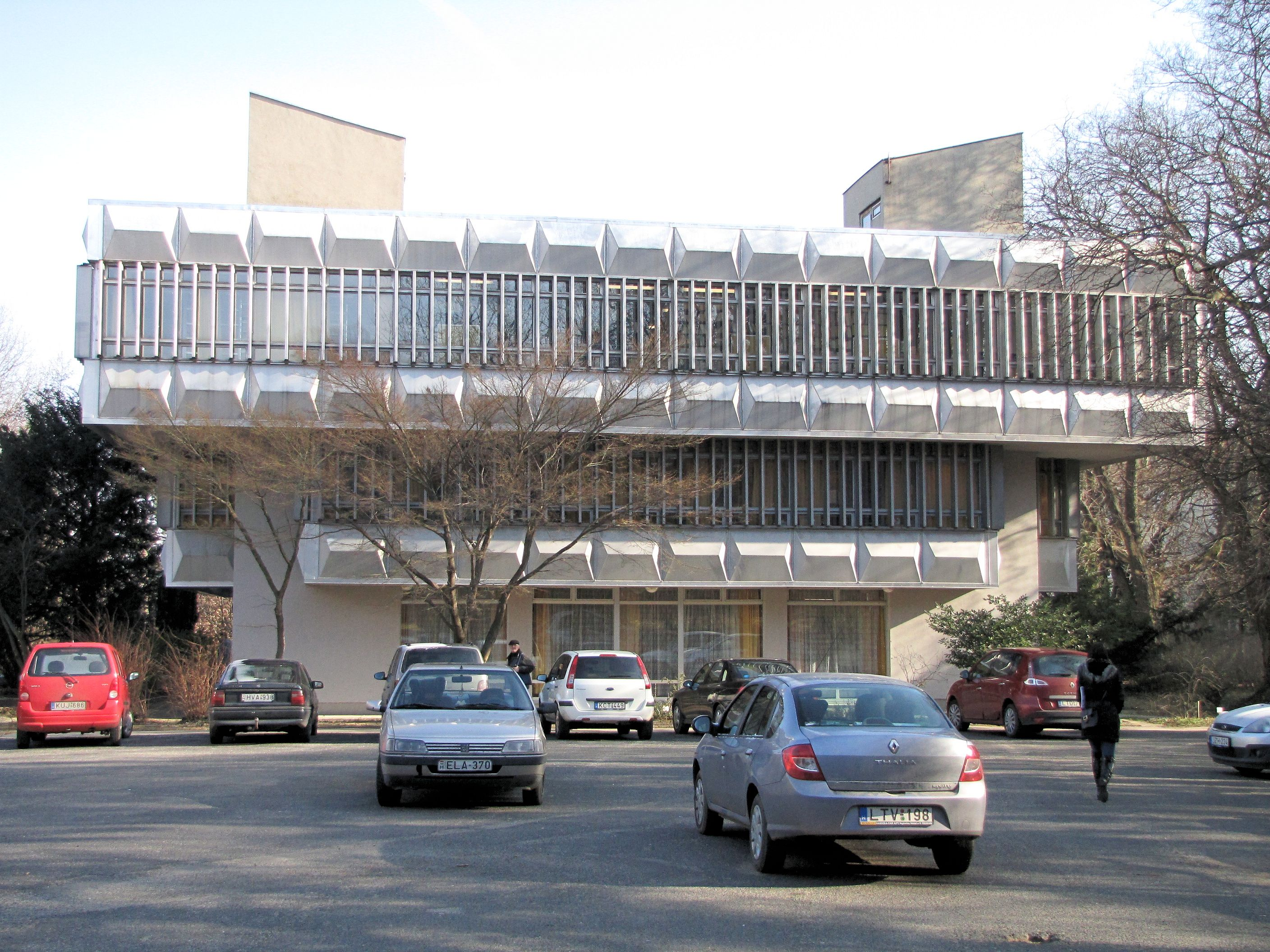
Universitätsbibliothek
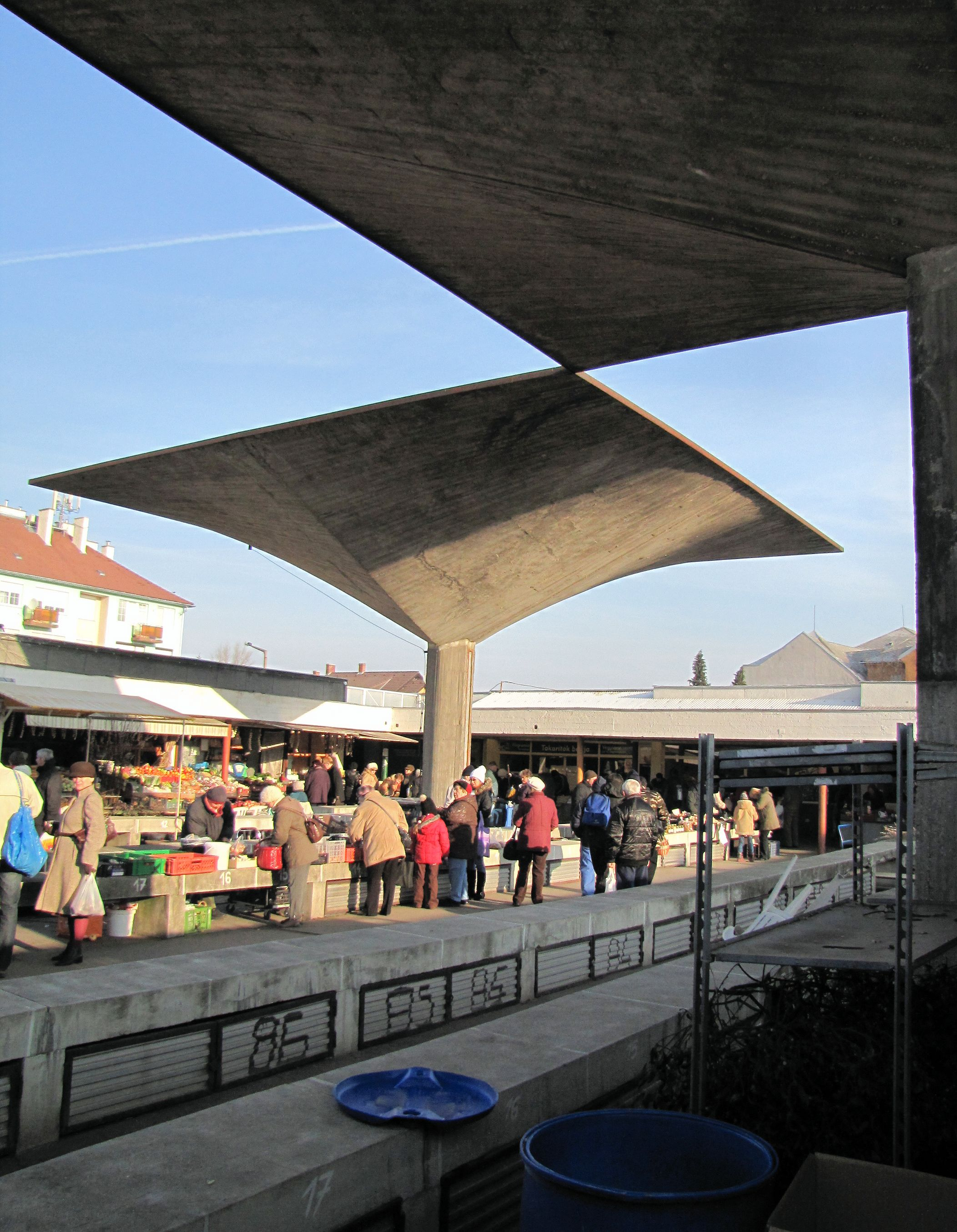
Markt
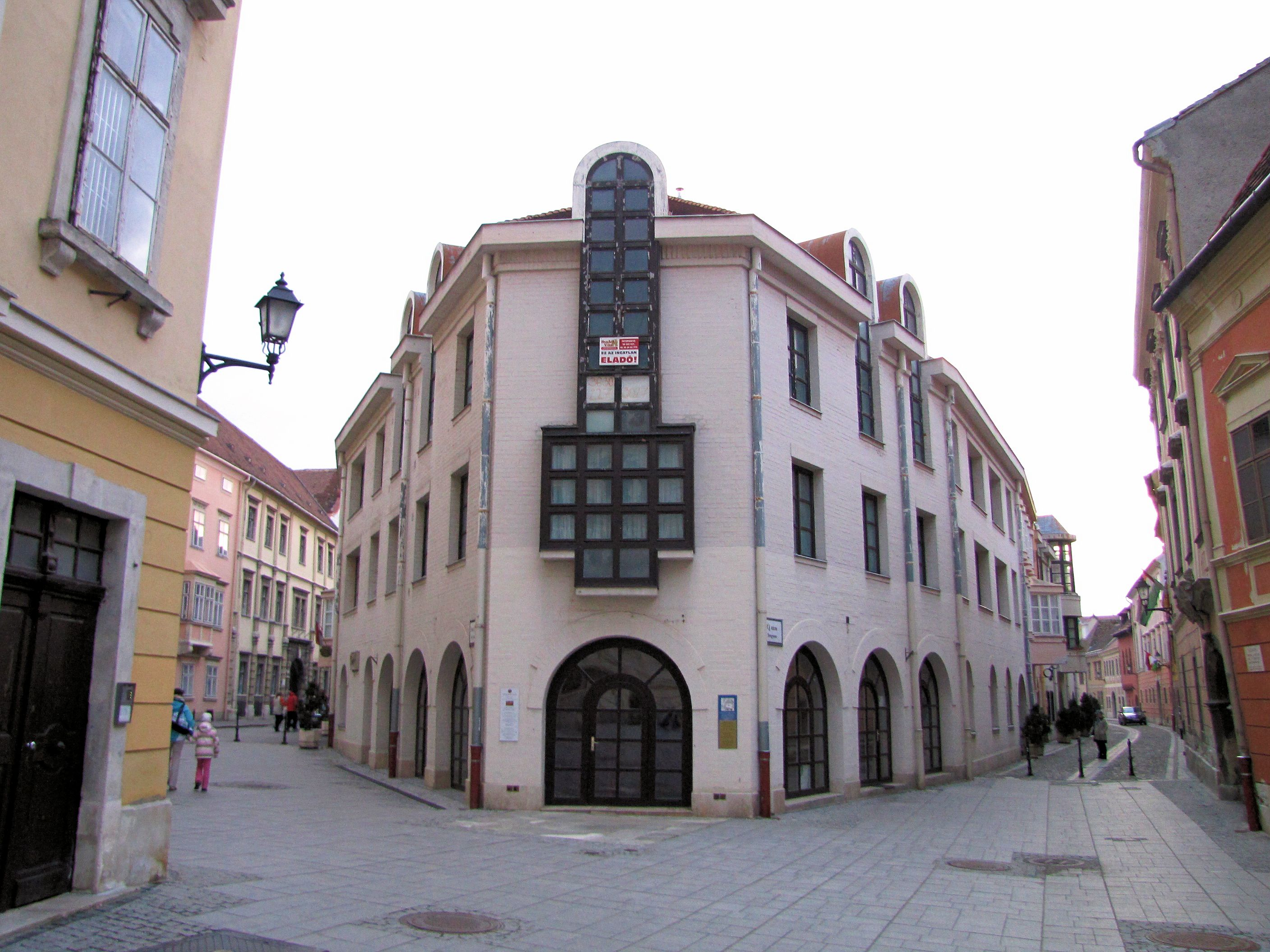
Wohnhaus in der Innenstadt, 1991
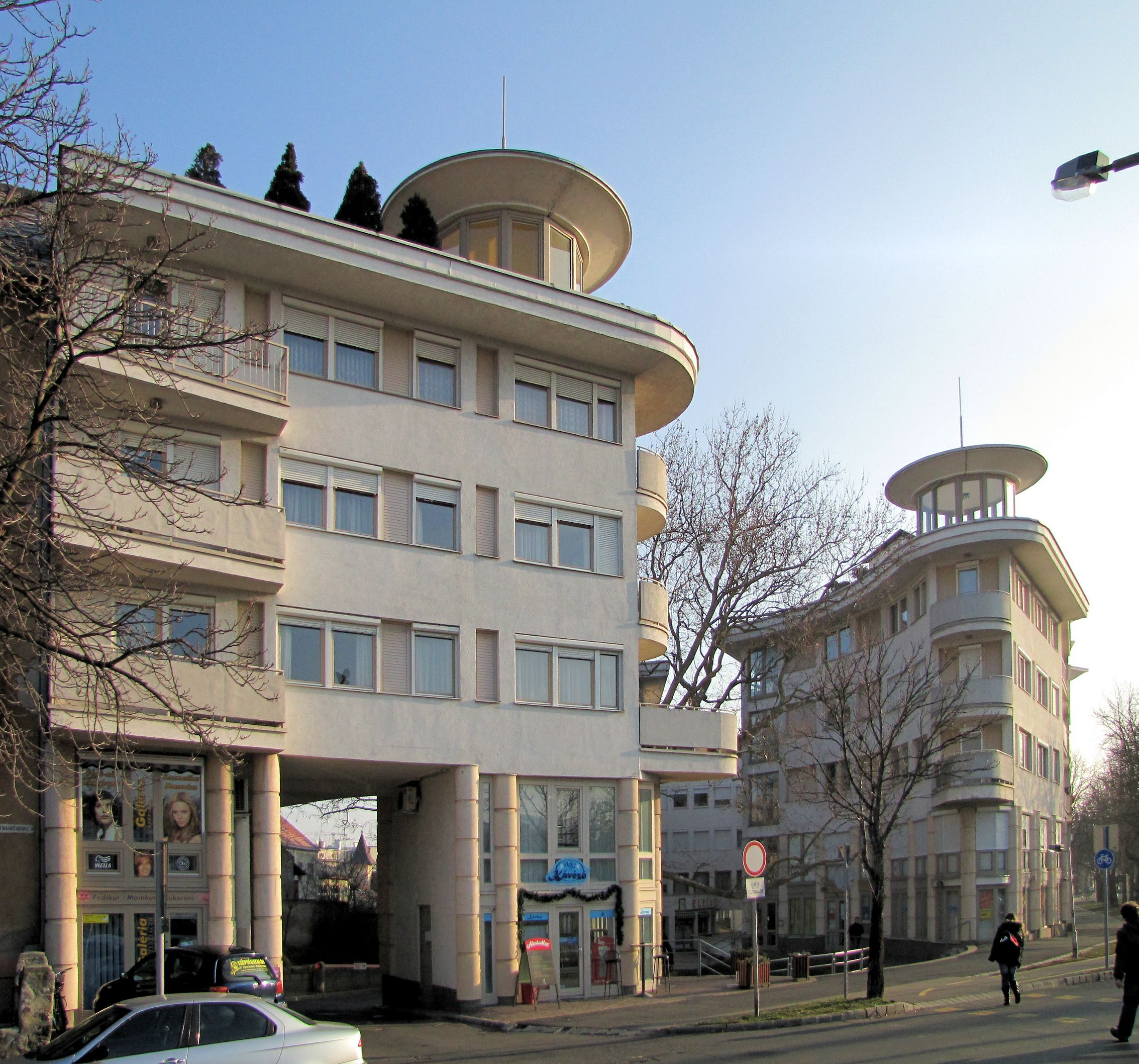
Frankenburgstraße, 1999

### Sakralbauten
Bedeutende Sakralbauten sind:
- Geißkirche
- Ursulinenkirche
- Kirche St. Georg
- Kirche St. Judas Thaddäus
- St. Michaelskirche mit Jakobskapelle

Andere Sakralbauten sind die Orthodoxe Synagoge, Alte Synagoge und die Evangelische Kirche.

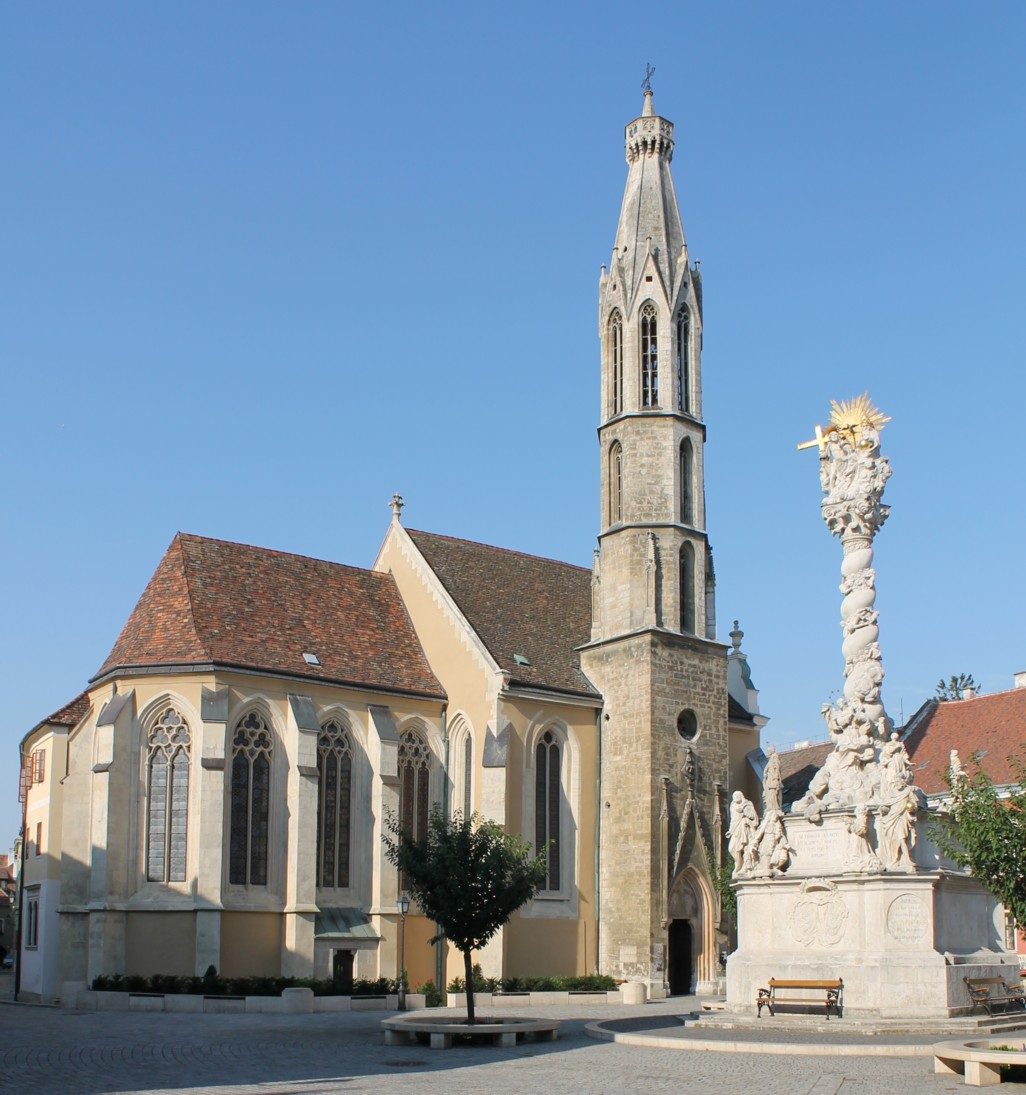
Geißkirche
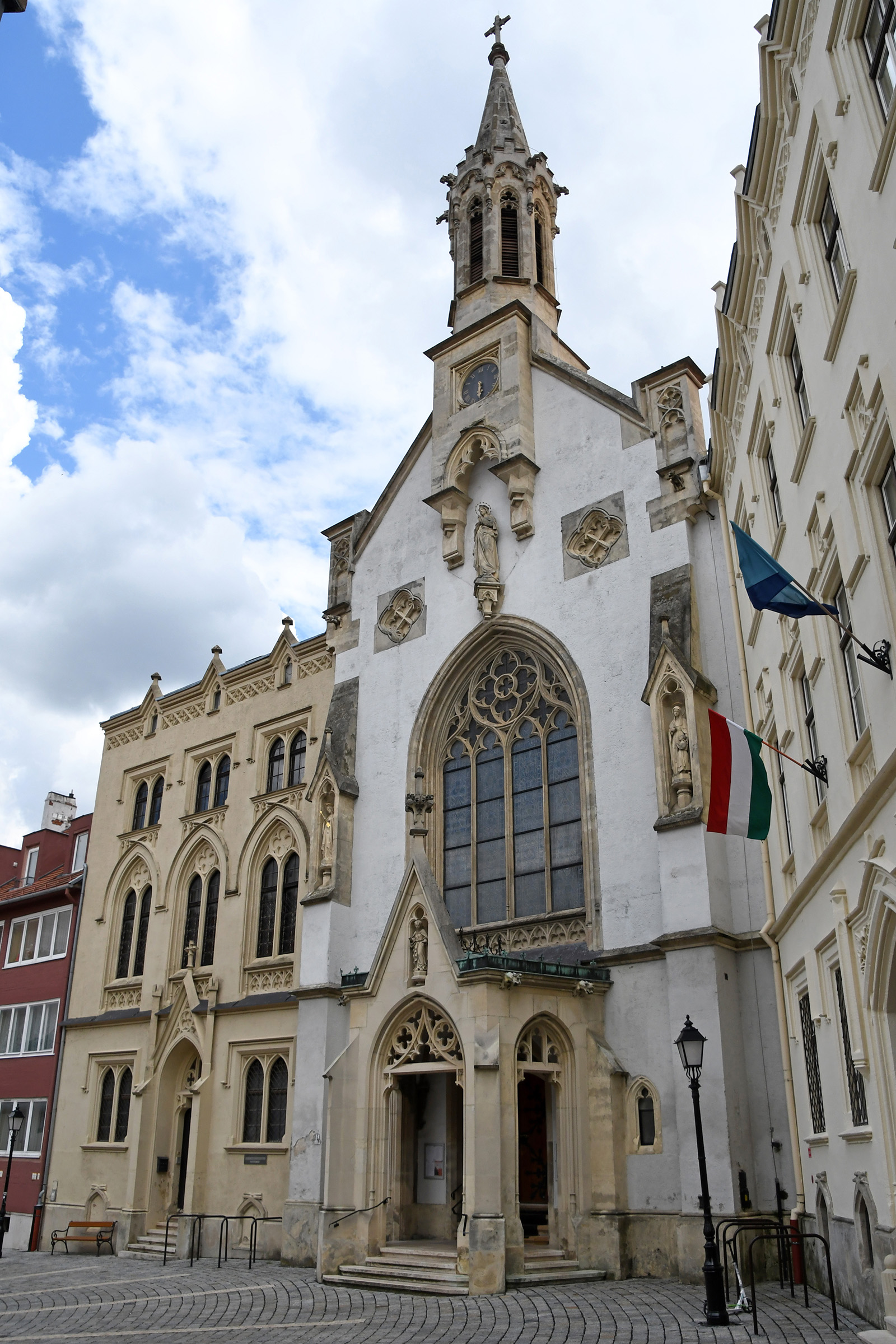
Ursulinenkirche mit Klostergebäuden
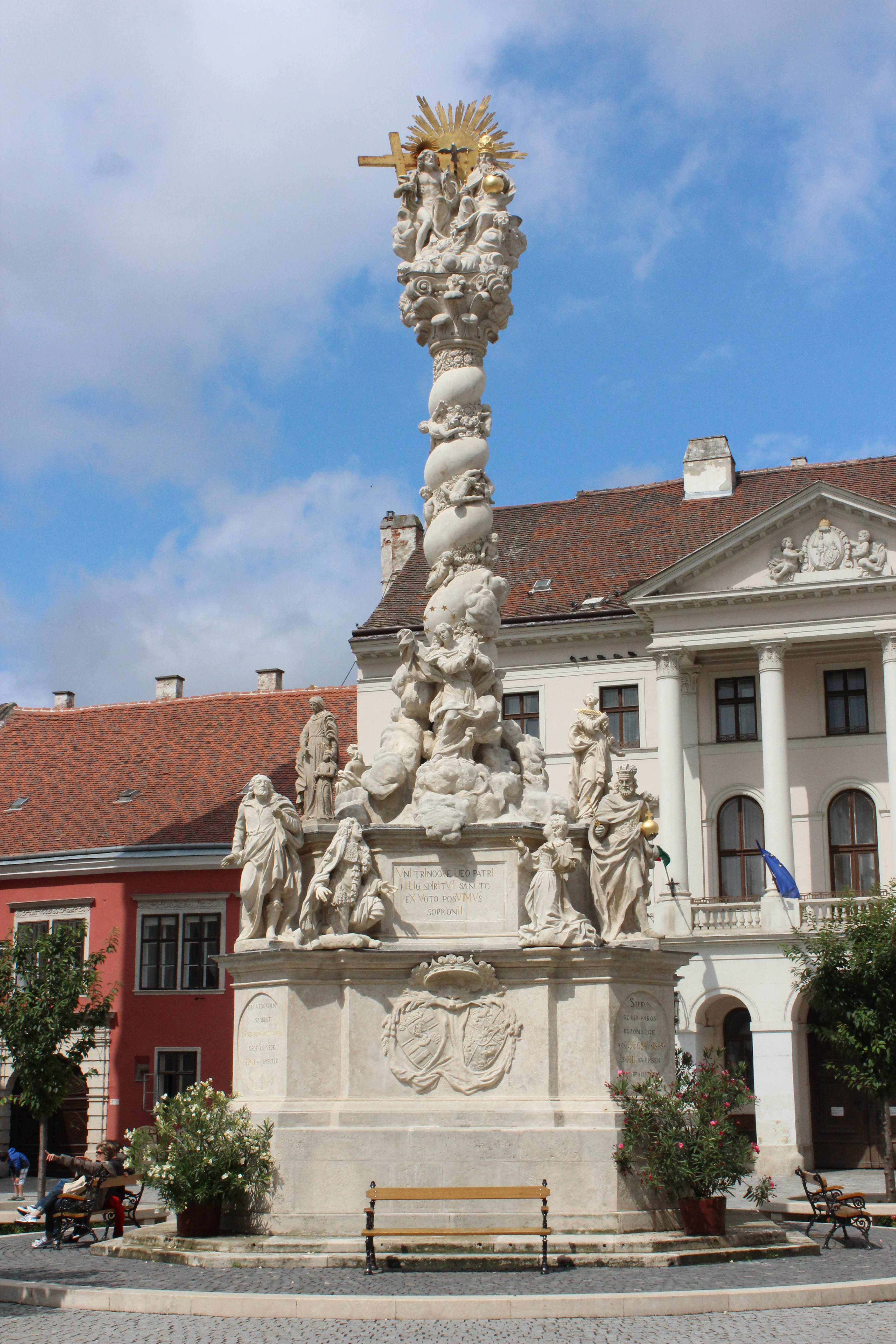
Dreifaltigkeitssäule
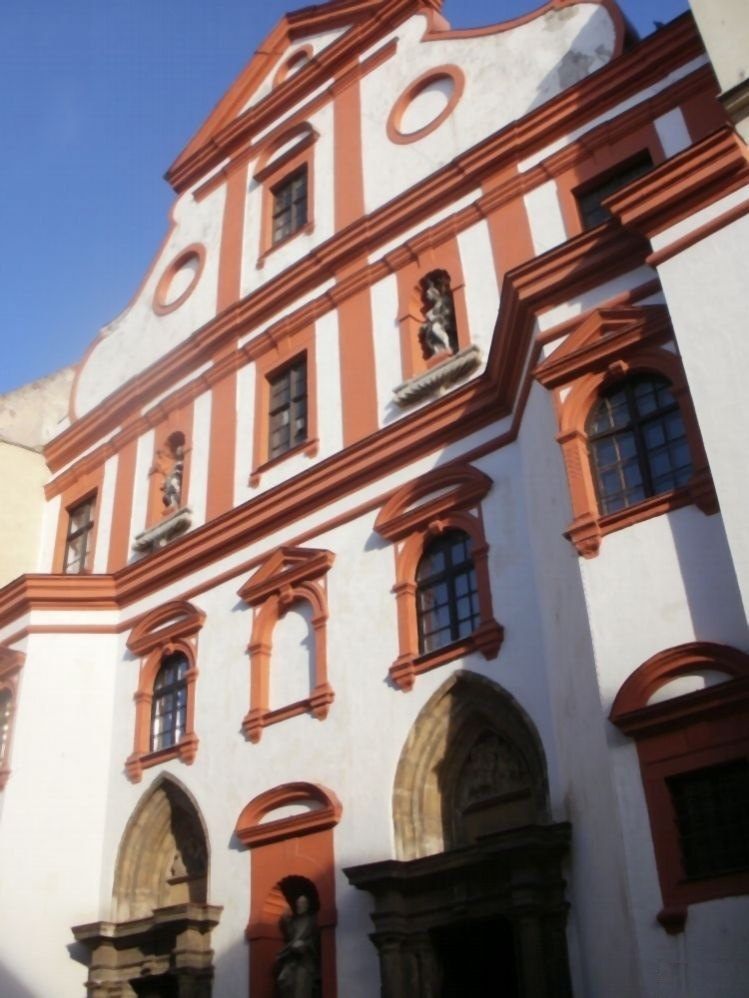
St. Georg
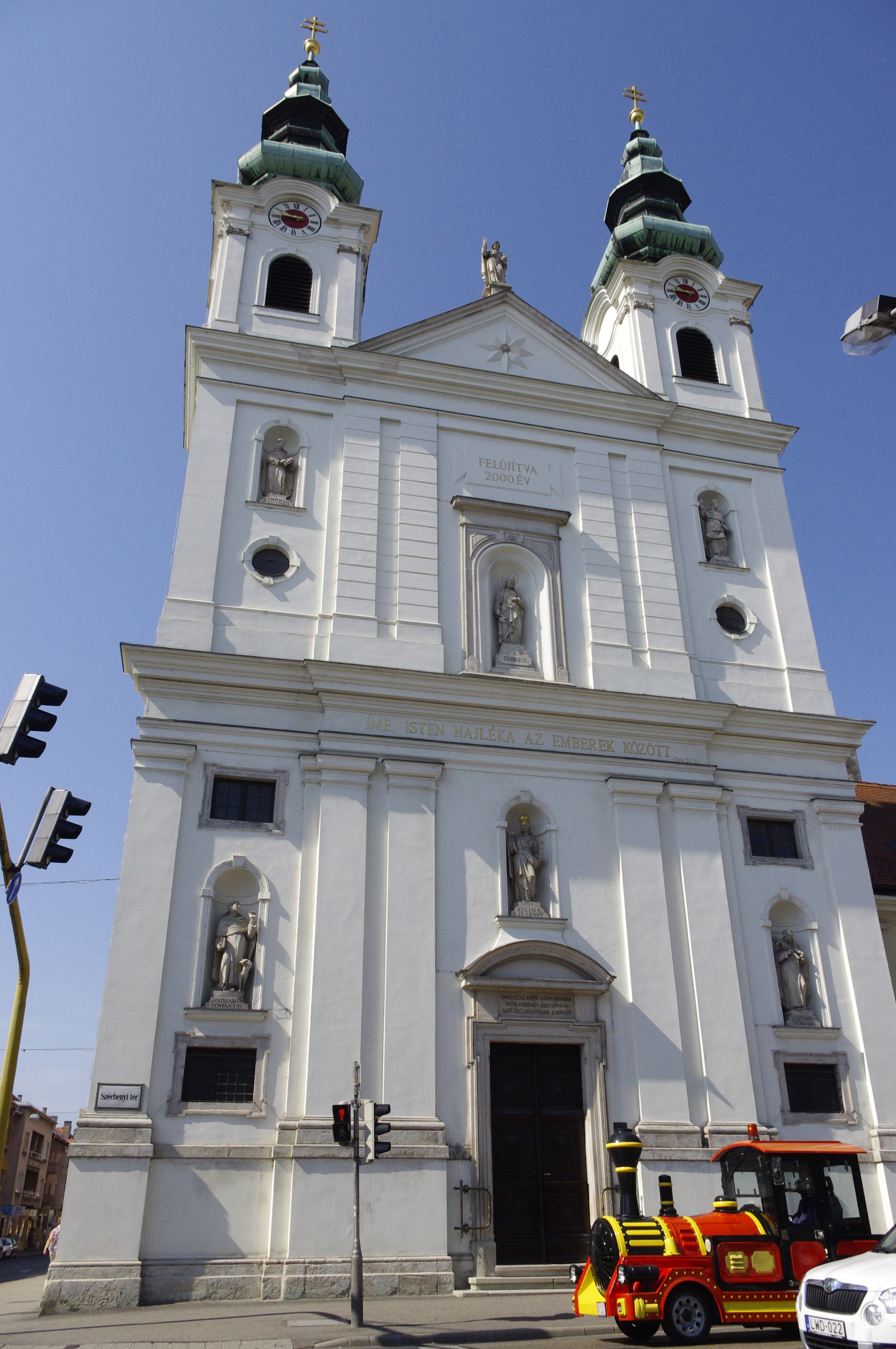
St. Judas Thaddäus
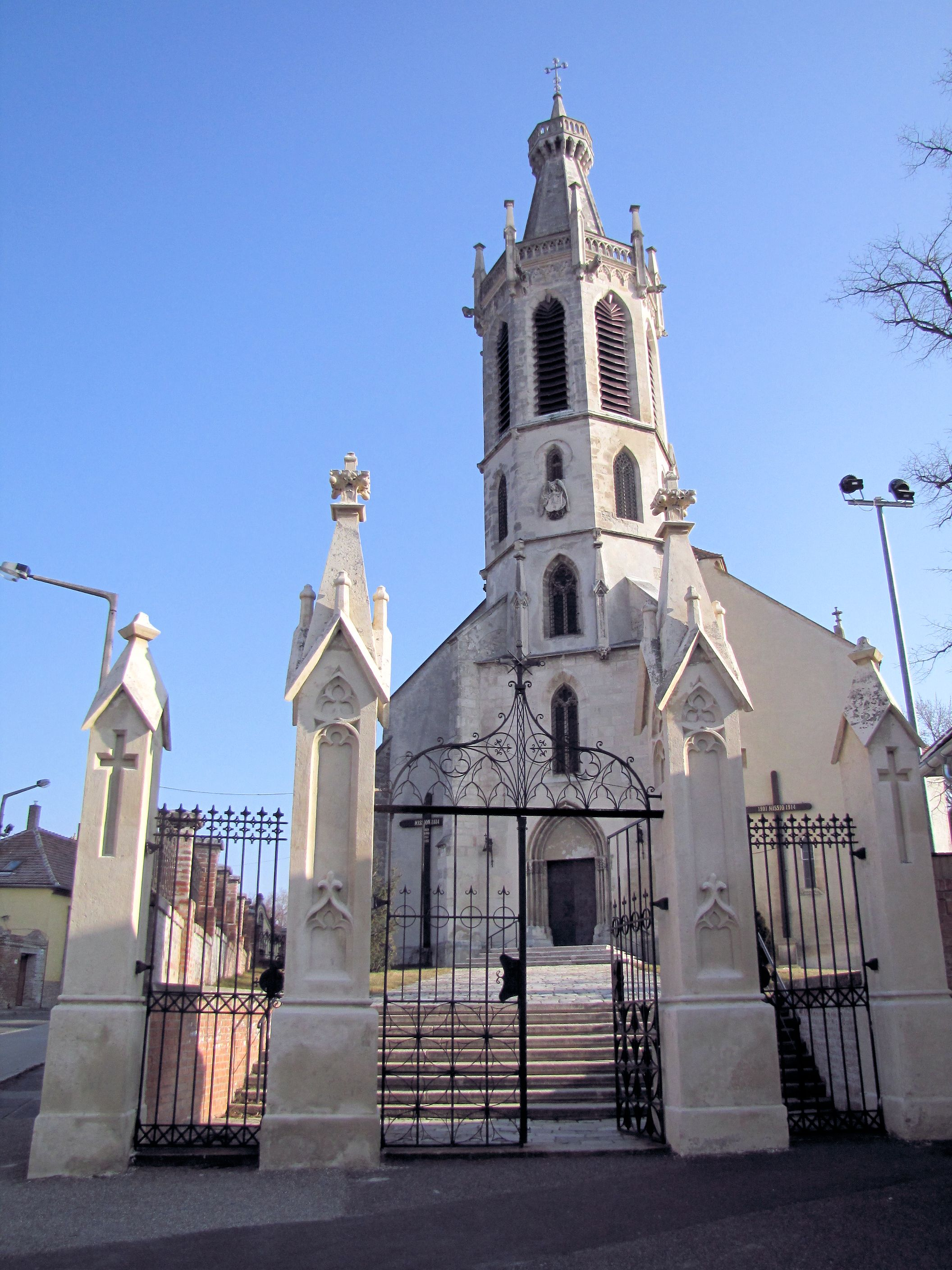
St. Michael
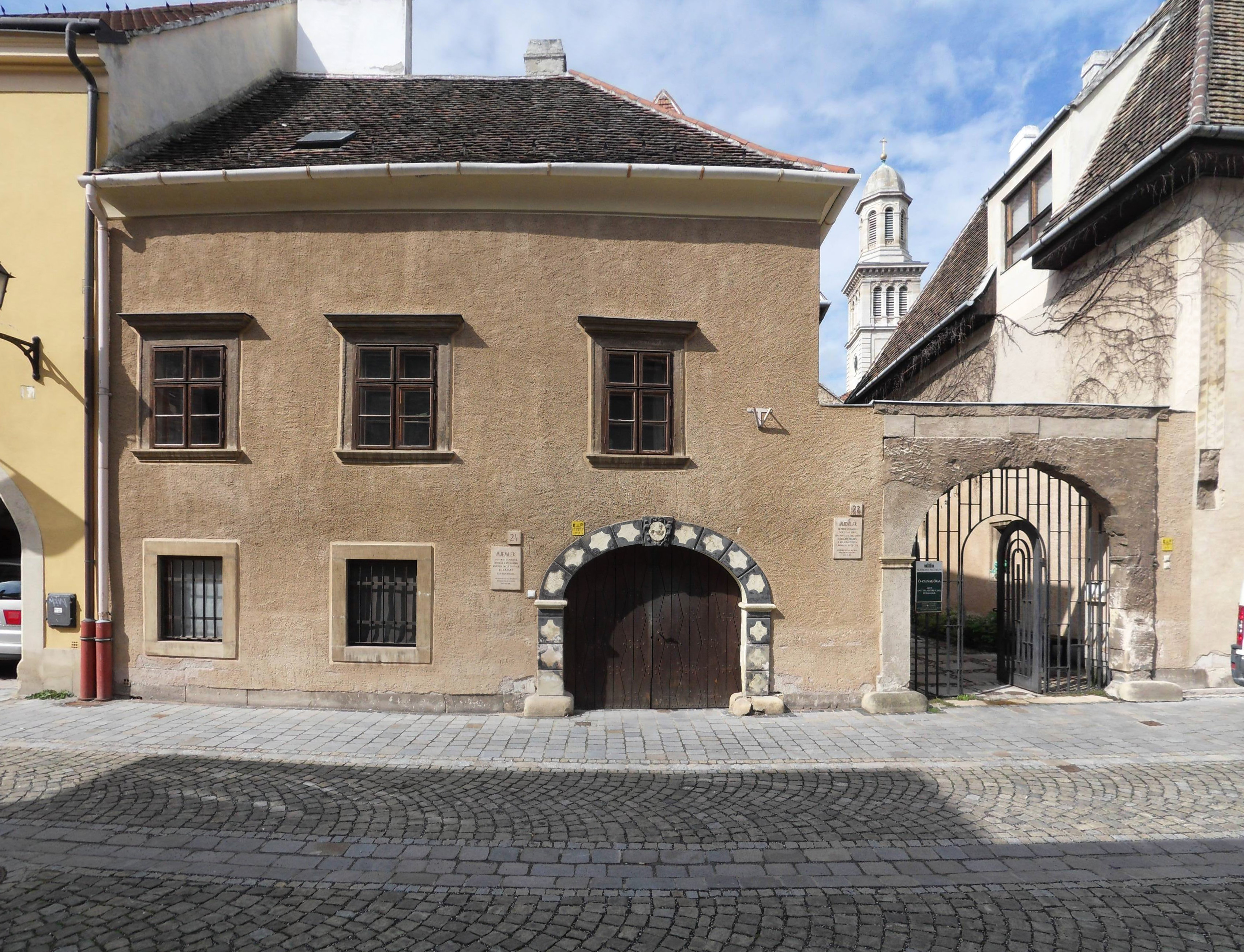
Das Tor zur Alten Synagoge (rechts) und zum Nachbarhaus

### Andere Bauten
Im Stadtteil Balf gibt es schwefelwasserstoffhaltige Heilquellen, die schon den Römern ein Begriff waren. Deshalb entstand hier ein Heilbad, welches Bewegungs-, Wannen-, Kohlensäure- und Unterwassertraktionsbäder sowie Unterwasserstrahlmassage, Heilgymnastik, Elektrotherapie und Kneipp-Behandlungen anbietet. Behandelt werden können hier orthopädische und neurologische Krankheitserscheinungen.
In Sopron befindet sich ein in den Geowissenschaften bekanntes Forschungsinstitut der ungarischen Wissenschaftsakademie, das GGRI (Geodetic and Geophysical Research Institute).
Im Stadtteil Felsőlőverek steht auf einem Hügel die auch als „Narrenburg“ bekannte Taródi-Burg, eine künstliche, mittelalterlich wirkende Burganlage, die ab den 1950er-Jahren von einem einzelnen Mann aufgebaut wurde.

### Museen und Kunstsammlungen
Unter den Soproner Museen ist die Sammlung des Aquarellisten József Soproni Horváth (1891–1961) zu nennen. In der Balfi u. 11 befindet sich die Privatsammlung Zettl-Langer, die die künstlerische und Sammeltätigkeit des Likörfabrikanten Gustav Zettl (1852–1917) dokumentiert. Sie ist seit 1955 öffentlich zugänglich und bietet ein nahezu unversehrtes Beispiel des Lebensstils des Soproner Bürgertums um 1890.

## Wirtschaft und Infrastruktur
Im frühen Mittelalter war der Raum Sopron ein Zentrum der Eisenverhüttung. Heute sind die wichtigsten Wirtschaftszweige der Region Tourismus, Forst- und Holzwirtschaft und Weinbau. Zwei Industrie- und Innovationsparks haben sich in Sopron angesiedelt.

### Verkehr

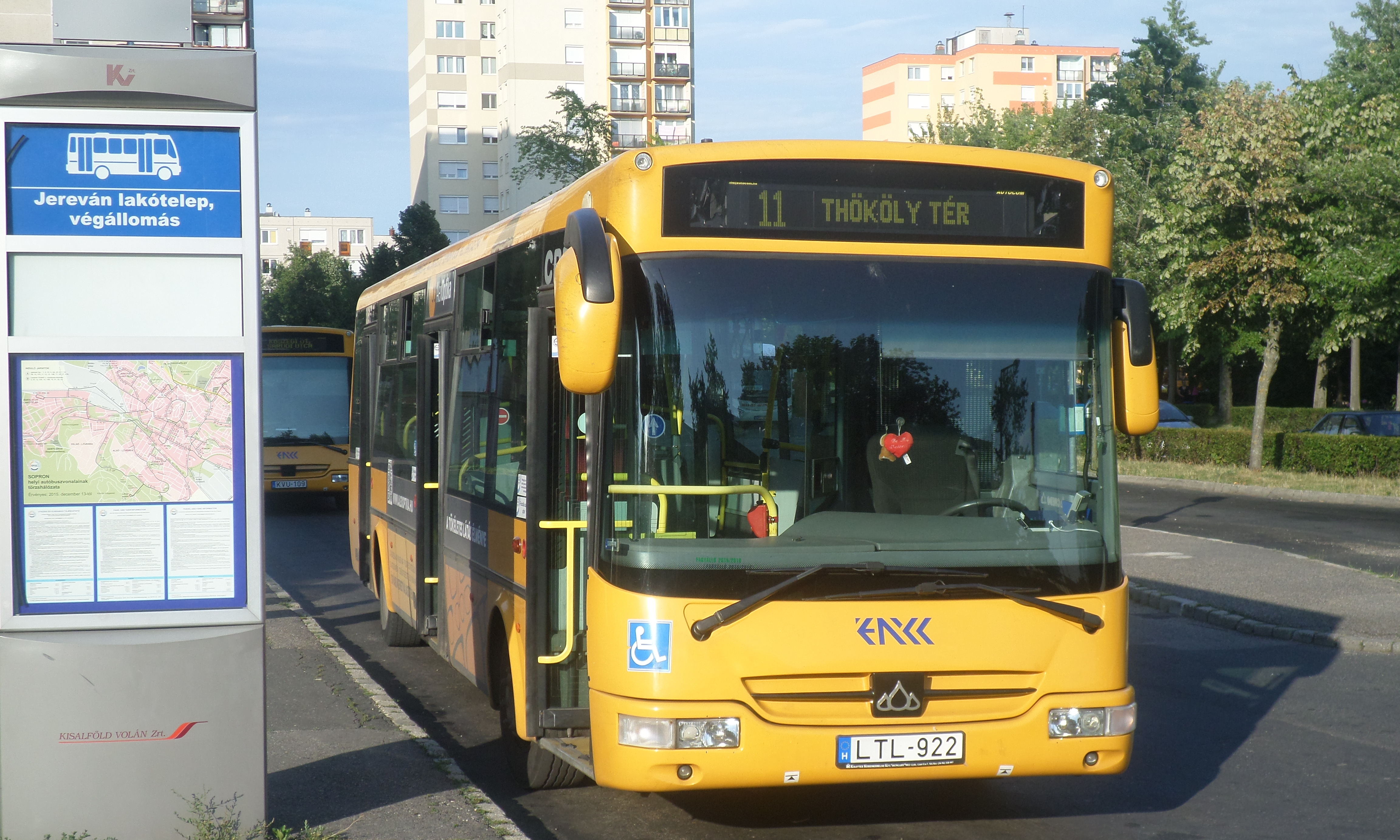
Lokalbus in Sopron

Sopron ist straßenseitig erreichbar durch die ungarische Fernstraße 84 aus den Richtungen Szombathely (Südosten) und Eisenstadt (Nordwesten). Nach dem Grenzübergang Klingenbach mündet diese Straße in Österreich in die Ödenburger Straße B 16 bzw. in die Südost Autobahn A 3 in Richtung Wien. In Richtung Győr (Osten) verläuft die Fernstraße 85, welche erst wenige Kilometer östlich der Stadt, bei Nagycenk beginnt. Aus Süden erreicht die österreichische Deutschkreutzer Straße B 62 nahe Deutschkreutz die ungarische Fernstraße 861, die ebenfalls in die Fernstraße 84 bei Kophaza einmündet. Geplant ist, das ungarische Autobahnnetz durch den Neubau der Autobahn M85 nahe Sopron an die österreichische Autobahn A 3 anzuschließen.
Fünf Bahnstrecken erreichen den Bahnhof Sopron, der auch Hauptbetriebsstelle der Raaberbahn (RÖEE; ungar. GySEV) ist:
- von Nordwesten: Bahnstrecke Győr–Sopron–Ebenfurth (RÖEE, eingleisig, elektrifiziert 25 kV / 50 Hz)
- von Westen: Bahnstrecke Wiener Neustadt–Mattersburg–Sopron („Mattersburger Bahn“, ÖBB, eingleisig, nicht elektrifiziert)
- nach Süden: Bahnstrecke Sopron–Deutschkreutz–Oberpullendorf („Burgenlandbahn“, ÖBB, eingleisig, bis Deutschkreutz elektrifiziert 25 kV / 50 Hz)
- nach Südosten: Bahnstrecke Sopron–Bűk–Szombathely (RÖEE, eingleisig, elektrifiziert 25 kV / 50 Hz)
- nach Osten: Bahnstrecke Sopron–Csorna–Győr (RÖEE, eingleisig, elektrifiziert 25 kV / 50 Hz)

Damit bildet die Strecke der ÖBB-Burgenlandbahn durch das ungarische Staatsgebiet eine Korridorstrecke.
- nach Norden: 1918 bestand der (unverwirklicht gebliebene) Plan, von der lokalen Station der Raab-Oedenburg-Ebenfurter Eisenbahn eine über Mörbisch am See nach Rust führende normalspurige Eisenbahn zu errichten.[38]

Der nächste Flugplatz befindet sich in Fertőszentmiklós. Die nächstliegenden Verkehrsflughäfen sind Wien und Bratislava.

## Partnerstädte
Sopron unterhält Städtepartnerschaften mit folgenden Städten:
- Bad Wimpfen, Deutschland (1990, seit 1951 Vertriebenenpatenschaft)
- Bozen, Südtirol, Italien (12. Juli 1990)
- Eilat, Israel
- Eisenstadt (Kismarton), Österreich (2002)
- Kazuno, Japan (2002)
- Kempten (Allgäu), Deutschland (1987)
- Mediaș (Medgyes), Rumänien (1994)
- Rorschach, Schweiz (1991)
- Seinäjoki, Finnland (1986)
- Banská Štiavnica (Selmecbánya), Slowakei (2008)
- Sparta, Griechenland (2008)

## Persönlichkeiten

### Söhne und Töchter der Stadt

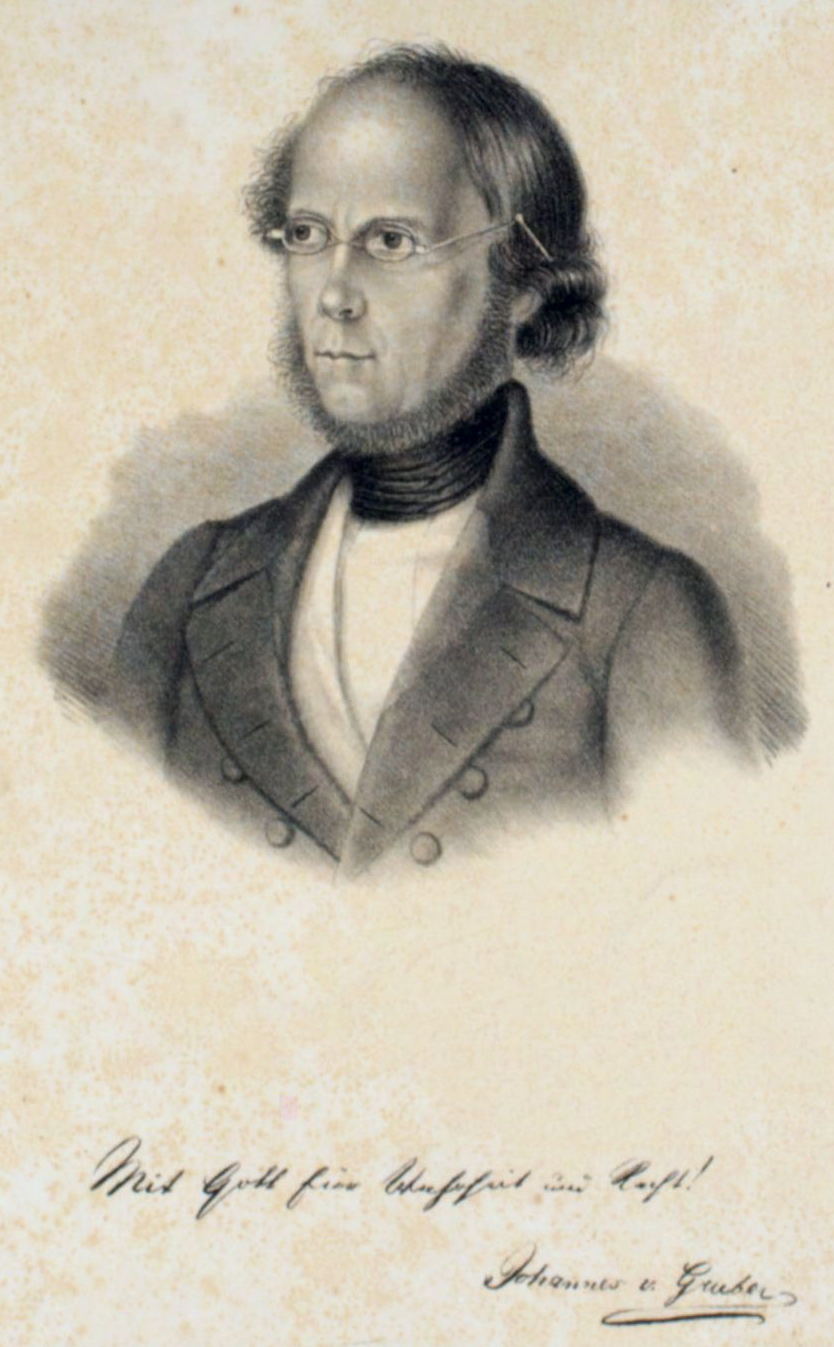
Johannes von Gruber

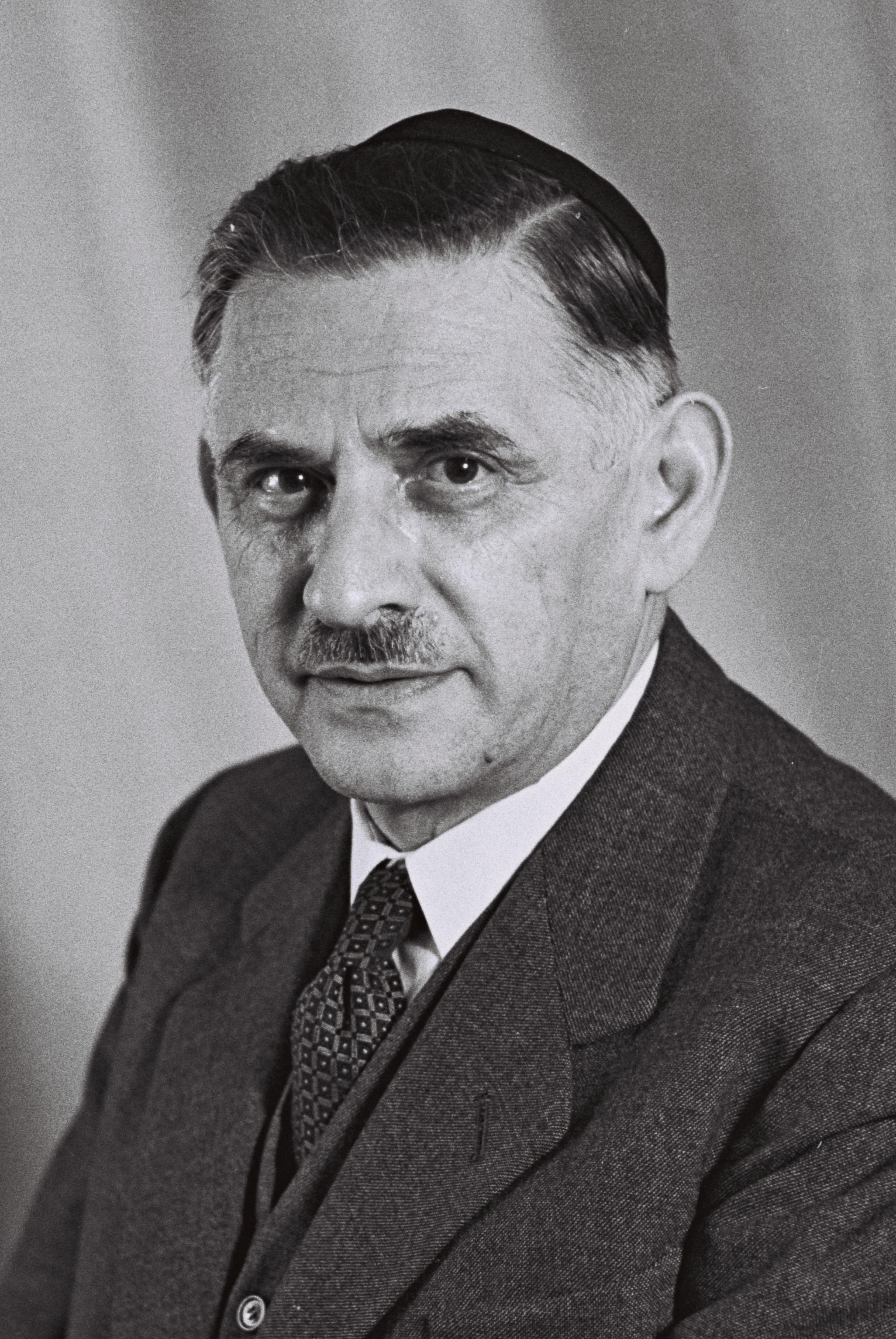
David-Zwi Pinkas

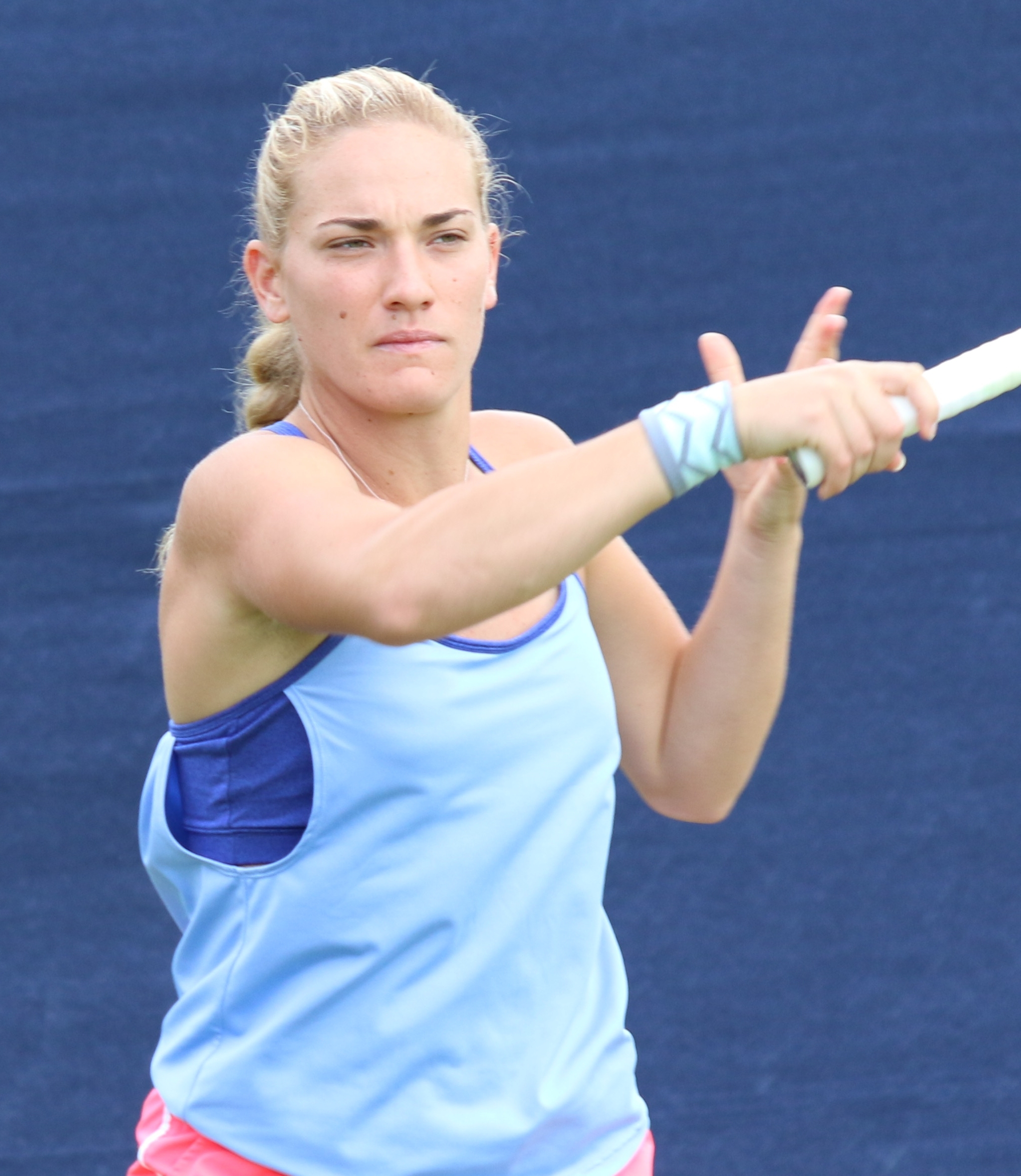
Tímea Babos

- Johann Baptist Röschel (1652–1712), Physiker und lutherischer Theologe
- Georg Serpilius (1668–1723), evangelischer Theologe und Lieddichter
- Otto Ferdinand von Abensperg und Traun (1677–1748), österreichischer Feldmarschall
- Maciej Kamieński (1734–1821), polnischer Komponist
- Joseph Stipsicz zu Ternowa (1755–1831), k. k. General der Kavallerie und Ritter des Maria-Theresia-Ordens
- Joseph Dorffmeister (1764–1806), Maler und Grafiker
- Anton Moses von Cziraky (1772–1852), österreichischer Staatsmann, Rechtshistoriker und Ritter des Ordens vom Goldenen Vlies
- Wilhelm Josef Jarius (1772–1843), evangelisch-lutherischer Prediger
- Johann Christian Tremmel (1773–1845), evangelisch-lutherischer Theologe
- Ferdinand Josef Schmidt (1791–1878), österreich-ungarischer Kaufmann und Naturforscher in Krain
- Franz von Ottinger (1793–1869), österreichischer General der Kavallerie, Ritter des Militär-Maria-Theresien-Ordens
- Etelka Szapáry (1798–1876), ungarische Adlige
- Ludwig von Benedek (1804–1881), österreichischer General
- Georg Bauhofer (1806–1864), lutherischer Theologe und Publizist
- Johannes von Gruber (1807–1875), deutscher Klassischer Philologe, Gymnasiallehrer in Stralsund
- Julie Weick, verheiratete Hausmann (1810–1901), Theaterschauspielerin
- Ernst Maximilian von Teschenberg (1836–1886), österreichischer Journalist, Beamter und Politiker
- Heinrich von Angeli (1840–1925), österreichischer Maler
- Gustav Igler (1842–1938), Maler
- Ludwig von Dóczi, geboren als Ludwig Dux (1845–1919), Dichter, Journalist und Politiker
- Julius Fényi (1845–1927), Jesuit und Astronom
- Alfred Pallavicini (1848–1886), österreichischer Bergsteiger
- Carl Friese (1855–1912), deutscher Schauspieler
- Agathe von Schwabenau (1857–1950), Künstlerin
- Eugen Kossow (1860–1921), Musiker und Dirigent des Preßburger Kirchenusikvereins bei St. Martin
- Bertalan Széchényi (1866–1943), ungarischer Politiker und Präsident des Oberhauses
- Nikolaus Széchényi (1868–1923), römisch-katholischer Geistlicher und Bischof
- Rudolf Burgmann (1874–1943), Lehrer und Politiker
- János Spiegel (1876–1956), ungarischer Geigenbauer
- Anton Lehár (1876–1962), k.u.k. Oberst
- Andor Muck (1882–1931), ungarischer Forstwissenschaftler, Hochschullehrer
- Károly Dietz (1885–1969), Polizist, Rechtsanwalt und Fußball-Nationaltrainer
- Imre Payer (1888–1957), ungarischer Fußballspieler und -trainer
- Georg Fugger von Babenhausen (1889–1934), formal Chef des Hauses Fugger-Babenhausen
- Eugen Braun (1895–1986), österreichischer Fußballschiedsrichter
- David-Zwi Pinkas (1895–1952), israelischer Regierungsminister
- Margaret Mahler (1897–1985), Kinderärztin und Psychoanalytikerin
- Károly Pap (1897–1945), ungarischer Schriftsteller
- Richard Karpellus (1897–1971), österreichischer Ingenieur in der Energiewirtschaft des Burgenlands
- John Alton, geboren als Johann Altmann (1901–1996), US-amerikanischer Kameramann, Oscar-Preisträger
- Pali Meller (1902–1943), ungarischer Architekt
- Alexa von Porembsky (1906–1981), deutsche Bühnen- und Filmschauspielerin, Sängerin
- Illona Wieselmann (1911–1963), dänische Schauspielerin
- Eugen Schusteritsch (1913–1994), Vertriebenenfunktionär
- Lajos Sipeki-Balás (1913–2003), Moderner Fünfkämpfer
- Mihály Kubinszky (1927–2016), Professor der Universität Sopron, Architekt und Autor
- Kálmán Renner (1927–1994), Medailleur
- Karl Schügerl (1927–2018), Professor der Technischen Chemie, Universität Hannover
- József Soproni (1930–2021), Komponist
- Géza Ankerl (* 1933), Professor am Massachusetts Institute of Technology
- Péter Horváth (1937–2022), Controlling-Professor und Gründer der Managementberatungsgesellschaft Horváth
- Szabolcs Szita (* 1945), Historiker
- András Gergely (1946–2021), Historiker
- Zsuzsa Rakovszky (* 1950), Schriftstellerin
- Akos Novaky (1951–2022), ungarisch-deutscher Maler, Grafiker und Installationskünstler
- Zsolt Kontra (* 1955), Handballspieler und -funktionär
- József Szájer (* 1961), Politiker
- István Hiller (* 1964), Kultusminister
- Szilveszter Csollány (1970–2022), Turner
- Terézia Mora (* 1971), Schriftstellerin und Übersetzerin
- Kitti Varga (* 1984), Fußballspielerin
- Tímea Babos (* 1993), Tennisspielerin
- Martin Majnovics (* 2000), Fußballspieler
- Botond Balogh (* 2002), Fußballspieler

### Sonstige mit der Stadt verbundene Personen
- Andreas Rauch (1592–1656), Organist und Komponist, tätig an der Michaelskirche.
- Franz Storno (1821–1907), Maler, Architekt, Restaurator und Kunstsammler, lebte ab 1845 in Ödenburg.[40]
- Hedwig Mechle-Grosmann (1857–1928), lebte in Ödenburg.
- Johann Neubauer (1880–1970), Mundartdichter, war 20 Jahre Lehrer in Ödenburg.
- Elza Brandeisz (1907–2018), Tanzlehrerin und Gerechte unter den Völkern, lebte und starb in Sopron.

## Trivia
Der im Jahre 2004 entdeckte Hauptgürtelasteroid (157141) Sopron wurde nach der Stadt benannt.